# Histoire du Zimbabwe

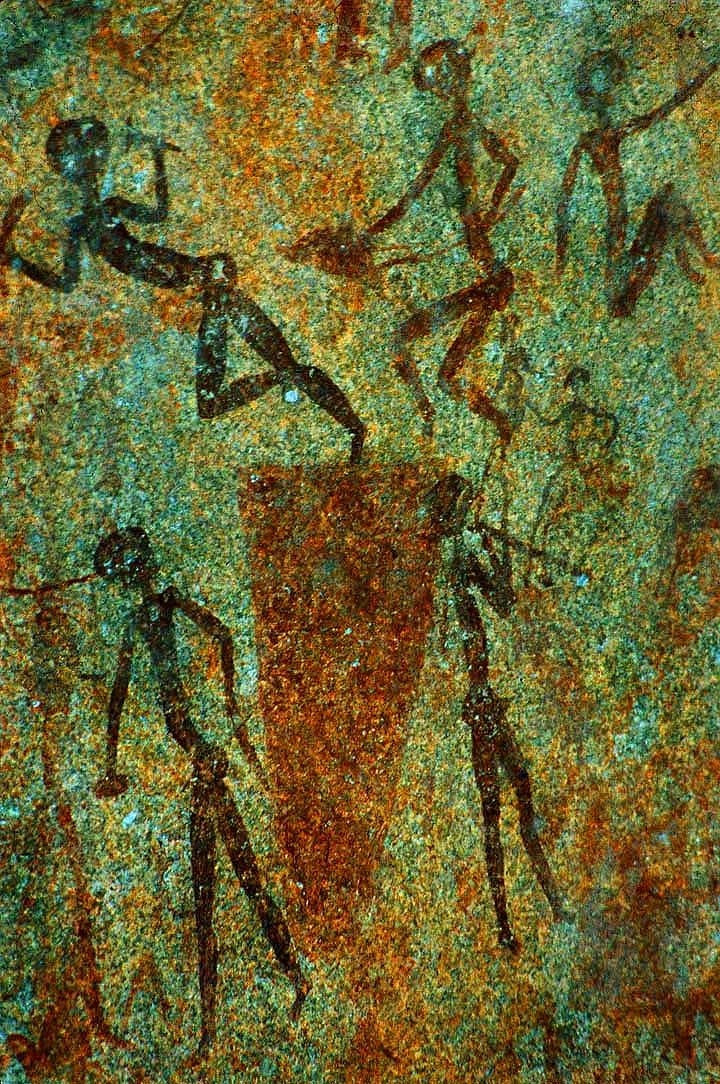
Peintures rupestres préhistoriques au Zimbabwe.

L'histoire du Zimbabwe remonte à l'âge de la pierre, époque des plus anciennes traces de peuplement humain. L'existence d'anciennes civilisations développées durant la seconde moitié du Moyen Âge est attestée par des vestiges archéologiques d'importance.
Les Portugais sont les premiers Européens à s'aventurer dans le territoire au XVIe siècle, mais c'est seulement à partir de 1890 que la colonisation commence, bien après le Mfecane (migrations forcées de populations africaines). La région, alors sous influence britannique (en grande partie contre l'expansion boer), prend alors le nom de Rhodésie du Sud jusqu'en 1965, puis, après l’indépendance de la Rhodésie du Nord devenue Zambie, de Rhodésie jusqu'à la fin du régime ségrégationniste.
Le 18 avril 1980, la Rhodésie devient un État indépendant sous le nom de Zimbabwe (« Maison de pierre » en shona), en référence à la cité du même nom.

Bassin du Zambèze.
Projet Carte rose (1887).
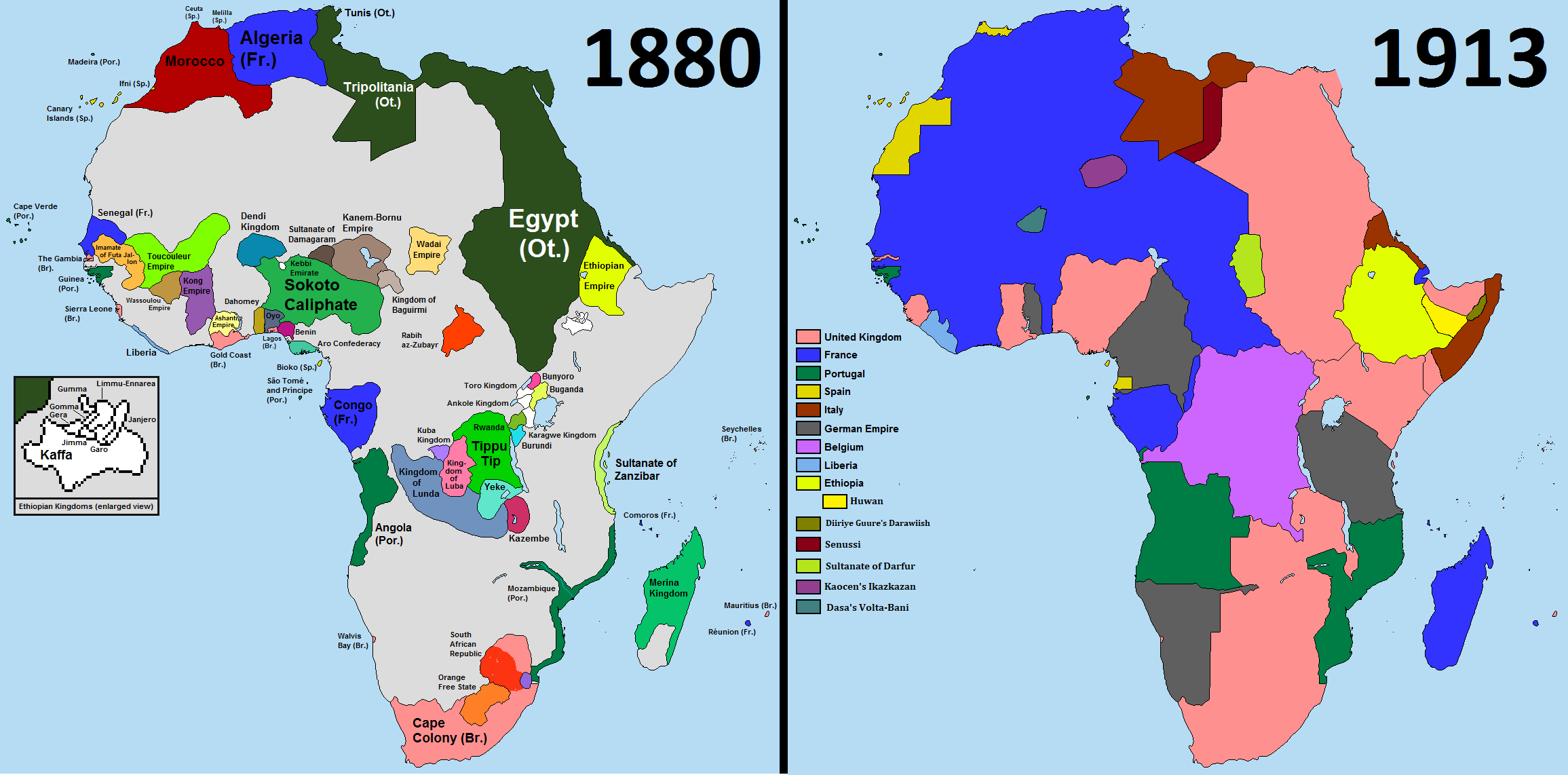
Expansion coloniale européenne de 1880 à 1913.
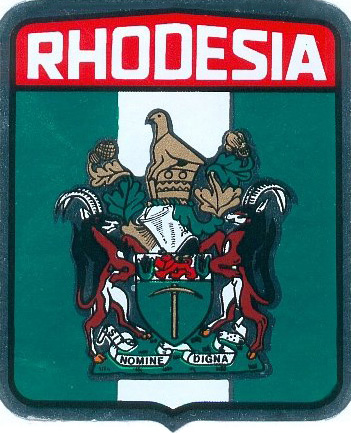
Le pays portait le nom de Rhodésie du Sud à l'époque coloniale.

## Anciennes civilisations
- Liste de sites archéologiques en Afrique australe
- Histoire précoloniale du Zimbabwe (en)

Les Khoïsan sont les plus anciens habitants du pays et leur présence attestée en Afrique australe remonte à plus de 8 000 ans avant le début de notre ère. Essentiellement des agriculteurs, leur présence est attestée par les œuvres picturales préhistoriques visibles dans quantité de sites de la région.
Les premiers artisans du fer et agriculteurs de type bantous sont les Gokomere (en) (300-600), arrivés d'Afrique centrale vers 500 sur le site du futur « Grand Zimbabwe ».
Entre le Ve et le Xe siècle, les Gokomere (en) et leurs successeurs mettent en œuvre les techniques d'extractions de l'or et produisent quantités d'objets en céramiques, des bijoux, des sculptures en stéatite et des étoffes de bonne qualité. Ces groupes, avant tout des éleveurs de bétail en enclos, dominent les groupes San antérieurs forcés à émigrer vers l'ouest ou à être réduits en esclavage.
Entre le IXe et le XIIIe siècle, une civilisation édifie le monument de pierre de « Grand Zimbabwe », à l'origine de la civilisation shona, même si le monument a longtemps fait l'objet de polémiques sur son origine. Les fondateurs du « Grand Zimbabwe », près de Masvingo, sont sans nul doute des bantous entretenant des contacts commerciaux avec les commerçants arabes de la côte orientale de l'Afrique, plus particulièrement ceux établis dans l'actuel Mozambique. La cité elle-même de Grand Zimbabwe devait accueillir jusqu'à 20 000 habitants et son organisation sociale était structurée autour d'un roi, d'une caste dirigeante et d'une armée. L'influence de cette dynastie décline soudainement au cours du XVe siècle sans doute sous l'influence de la surpopulation, de l'épuisement des pâturages, de la contestation populaire et de la fragmentation du royaume.
Vers 1420, des membres issus de la civilisation de Grand Zimbabwe fondent un état shona plus au nord, le royaume du roi Mwene Mutapa (1400c-1450c) (« Le Grand Maraudeur »), connu sous le nom de Monomotapa, qui va prospérer jusqu'en 1629 alors qu'une autre dynastie, les Torwa (en), s'établit à Khami.
Vers 1440, l'empire du Monomatapa sous le règne du roi Mutota s'étend à peu près sur le plateau de l'actuel Zimbabwe mais aussi sur une partie non négligeable de l'actuel Mozambique. Les ressources de cet empire reposent essentiellement sur le contrôle des routes commerciales qui le relient à la côte et sur les industries premières (or, fer, cuivre, ivoire, coton, agriculture) dont les produits d'extraction sont revendus aux commerçants arabes et swahilis.
Le royaume shona des Torwa (en) émerge vers 1480, est considéré comme le successeur direct du « Grand Zimbabwe », et a prospéré surtout grâce au commerce du bétail et de l'or.

## Les empires du Zimbabwe (1450c-1850c)

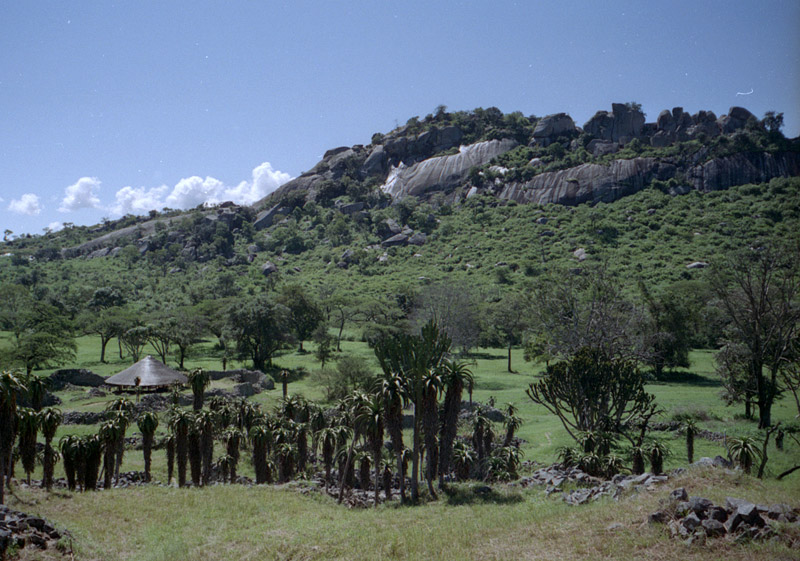
Ensemble de la colline vu de la base.
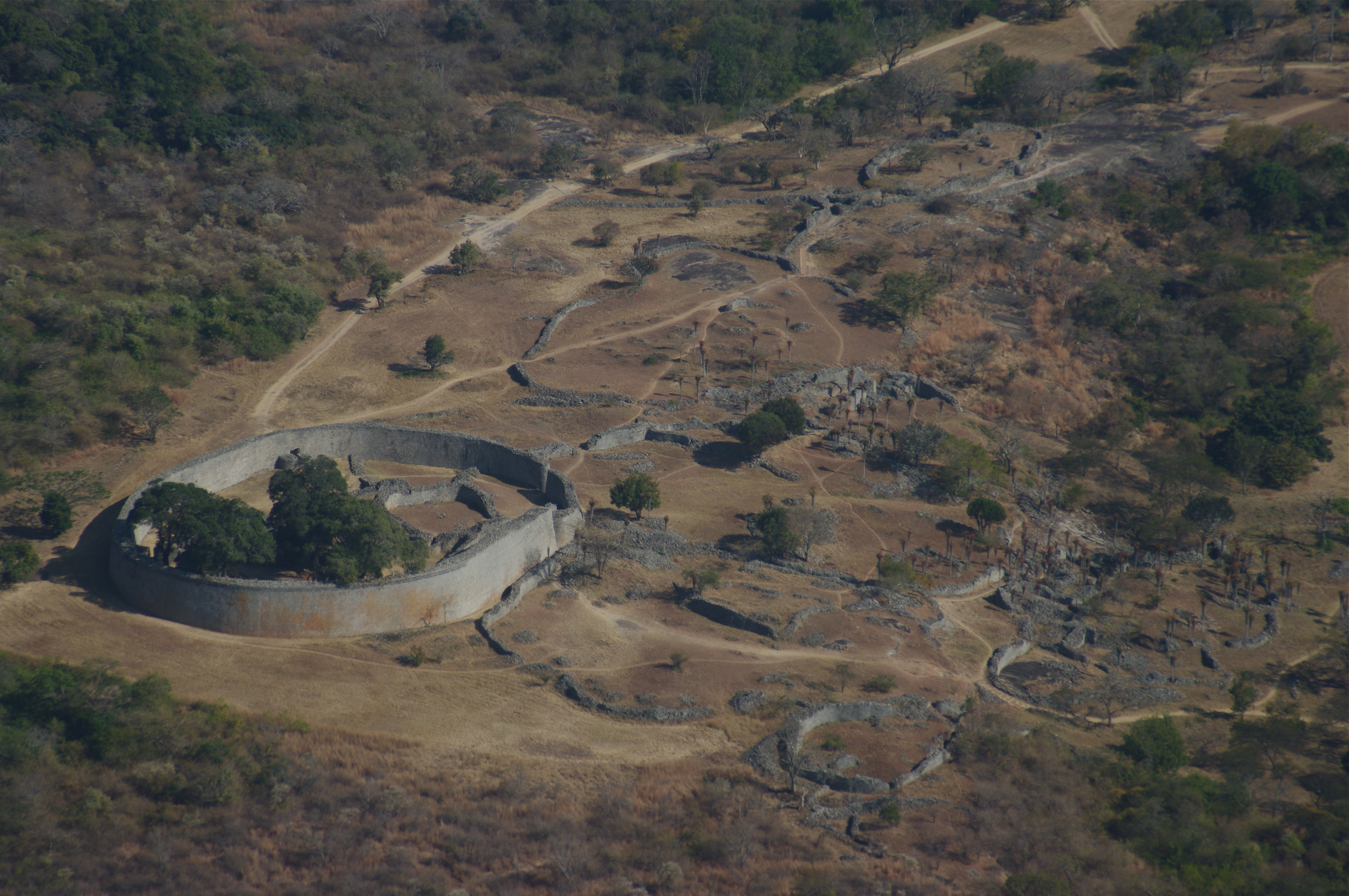
Vue aérienne.
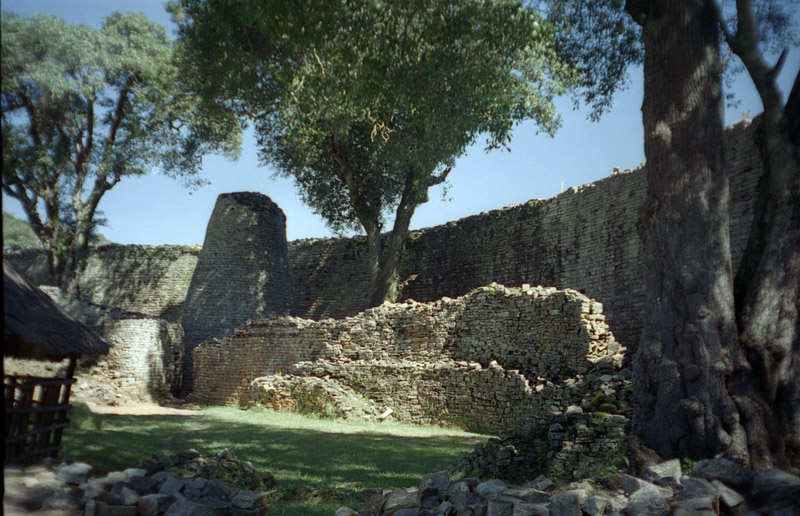
Tour conique du Grand Zimbabwe.
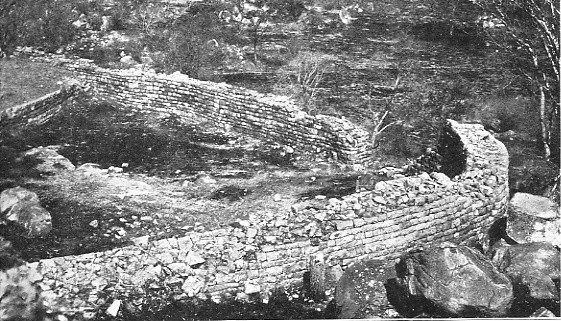
Ruines de Khami.

Au début du XVIe siècle, les Portugais installent des établissements le long de la côte mozambicaine. Plusieurs escarmouches ont lieu entre les natifs de l'intérieur et les contingents militaires envoyés dans la colonie du Mozambique. Les négociants portugais et swahilis parviennent également à jouer des rivalités entre tribus pour tenter de s'imposer et de s'emparer de tout l'or possible.
En 1629, le roi Mwene Mutapa Kapararidze échoue à fédérer les tribus indigènes contre les Portugais. Il est déposé et remplacé par Mwene Mutapa Mavura, un vassal à la solde des Portugais. À la suite de plusieurs renversements d'alliances et de rébellion, en 1690, les Portugais, qui ont investi le plateau rhodésien, sont finalement expulsés par les troupes du Monomatapa. Mais le domaine de l'ancien empire est dorénavant limité à la vallée du Zambèze. Ainsi fragilisé, il s'effondre définitivement à la fin du XIXe siècle, victime des raids britanniques et portugais, alors que la dynastie Torwa est absorbée en 1684 par le clan Changamire, lequel fonde l'empire rozvi.
Ce nouvel empire rozvi surgit ainsi sur les décombres du royaume de Butua de la dynastie Torwa, représentant près de la moitié du Zimbabwe actuel. Celui-ci va s'effondrer à son tour au milieu du XIXe siècle, victime indirecte des guerres zoulous menées au Natal et dans le futur Transvaal.
- Grand Zimbabwe (1220c-1450c)
- Empire du Monomotapa (1430-1760), ruines de Zvongombe (en)
- Royaume de Butua (1450c-1683c), Khami, capitale thorwa[2], dynastie Torwa (en), ruines de Danamombe (en) et Naletale (en)
- Empire rozvi (1684-1866)
- Mfecane (1810-1850), migrations forcées consécutives à la montée zulu
- Colonisation blanche au Zimbabwe avant 1923 (en)
- Ruines portugaises au Zimbabwe (en)

## Invasion Ndébélé (1823)

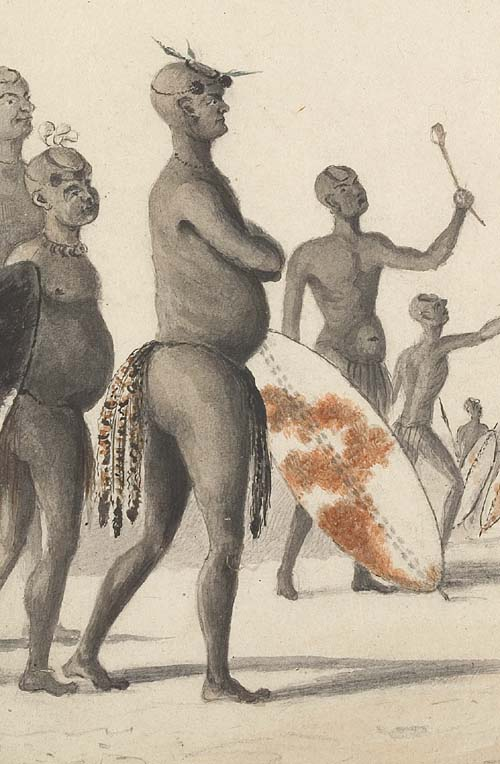
Mzilikazi, le roi des Ndébélés.

En 1823, Mzilikazi, chef du clan Xumalo et lieutenant du roi zoulou Chaka entre en rébellion contre son monarque. Condamné à une mort certaine, il parvint à fuir le Zoulouland avec sa tribu. Après avoir gagné le Mozambique, il traverse les terres du futur Transvaal, poursuivi par les Impis du roi zoulou. Sa fuite le conduit dans le futur Botswana où il rencontre le missionnaire Robert Moffat avec qui il se lie d'amitié. Puis Mzilikazi continue vers le nord, jusque dans l'actuelle Zambie. Sur son passage, il pille, massacre et assujettit les populations locales. La réputation de Mzilikazi lui attire de nombreux guerriers qui rejoignent son armée ndébélé (« ceux qui disparaissent sous leurs longs boucliers »). Refoulé de Zambie par la nation Kololo, il finit par s'établir définitivement dans le sud-ouest de l'actuel Zimbabwe vers 1840. C'est près des collines « Amatobos » (« les crânes chauves ») qu'il installe sa capitale, Inyati (en).

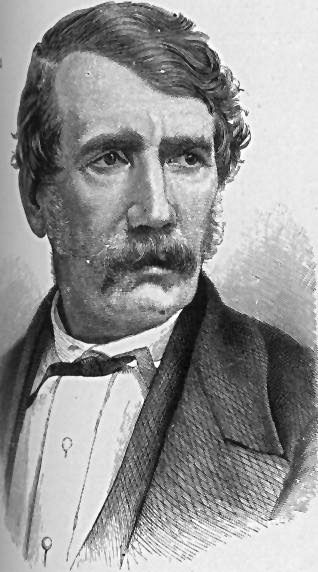
David Livingstone.

Ses troupes mettent un terme définitif à l'empire rozvi (déjà moribond depuis les raids des armées ngunis de Soshangane et Zwangendaba en 1834), assujettissent les tribus locales shonas et imposent le mode de vie zoulou aux quatre coins de son nouvel empire du Matabeleland (Matabéléland). C'est alors un État militaire centralisé sur le modèle de celui fondé par Chaka. Il parvient ainsi à repousser les incursions boers entre 1847 et 1851 et signe un accord de paix et de reconnaissance mutuelle avec la république sud-africaine du Transvaal en 1852.
En 1854, l'explorateur David Livingstone (1813-1873) découvre les chutes Victoria. Il tente quelques années plus tard de remonter le cours du fleuve Zambèze. L'expédition, qui dure de mars 1858 à la mi-1864, se solde par un échec et la mort par dysenterie de sa femme, le 29 avril 1863.
En 1859, Mzilikazi autorise Robert Moffat (1795-1883) et son fils John Moffat (en) (1835-1918) à fonder non loin de Bulawayo une mission pour le compte de la Société missionnaire de Londres. Il refuse cependant la conversion au christianisme.
Le 5 septembre 1868, Lobengula (1845c-1894) succède à son père après avoir écarté ses rivaux. Il est couronné le 22 janvier 1870 et déplace la capitale du Matabéléland à Bulawayo. Le début de son règne est marqué par l'influence européenne dont il adopte le style vestimentaire. Mais dans les années 1880, les relations avec le gouvernement britannique se détériorent, l'amenant à revenir à sa culture d'origine.
C'est dans les années 1870 que plusieurs aventuriers européens explorent les territoires ndébélés et shonas. Frederick Selous (1851-1917) découvre d'anciennes mines d'or, le peintre Thomas Baines (1820-1875) découvre de l'or au Mashonaland et Adam Render (1822-1881) révèle au monde l'existence des ruines du « Grand Zimbabwe ».
- Ndébélés du Nord : Matabeleland
- Shonas : Mashonaland, Manicaland

## Rhodésie du Sud (1890-1965)

### Colonisation sous le régime de la BSAC (1890-1922)

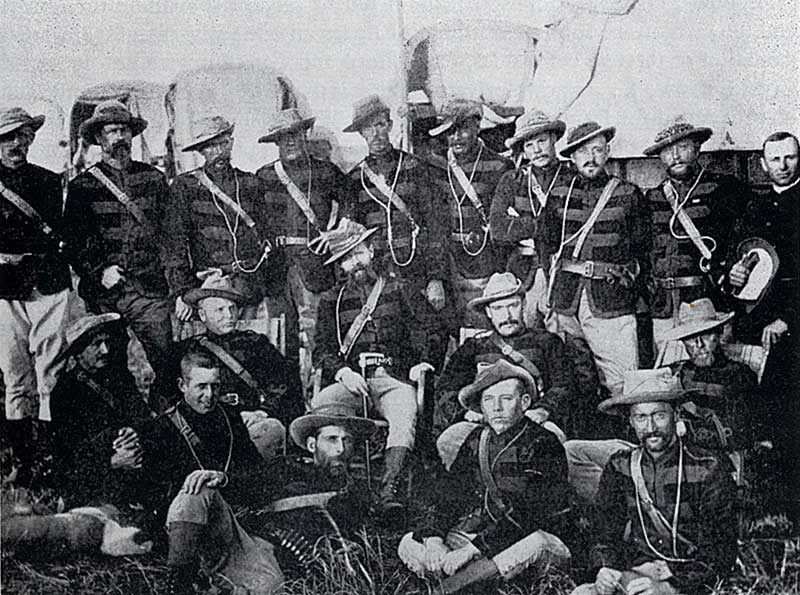
La Pioneer Column de 1890.

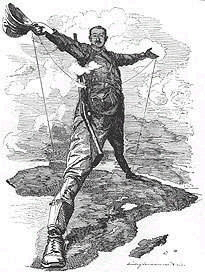
Cecil Rhodes.

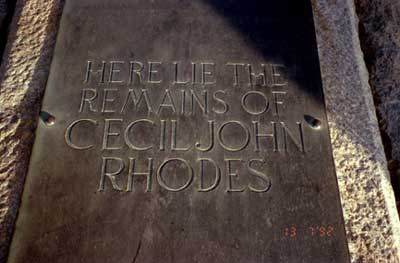
Sépulture de Cecil Rhodes aux monts Matobo.

En 1888, le roi ndébélé Lobengula (1845c-1894), abusé par ses conseillers anglophones, concède (par la Concession Rudd) des droits miniers à la British South Africa Company (BSAC) de Cecil Rhodes (1853-1902), sur les territoires du Matabeleland, au sud du fleuve Zambèze. Croyant signer un droit de passage[réf. nécessaire], il paraphe en fait l'annexion de son royaume. La BSAC obtient ensuite du gouvernement britannique une charte l'autorisant à administrer les territoires conquis en Afrique australe.
En 1890, la Pioneer Column, dirigée par Leander Starr Jameson (1853-1917) et conduite par Frederick Selous (1851-1917), débute l'entreprise de colonisation avec la fondation de Fort Salisbury, future ville de Harare, capitale du pays.
En novembre 1893, les troupes ndébélés de Lobengula, entrées en guerre contre les Britanniques, sont vaincues. Bulawayo, la capitale Ndébélé, incendiée par Lobengula en fuite, est prise et pillée. Le roi ndébélé décède six mois plus tard de la variole.
En 1895, les territoires gérés par la BSAC sont alors divisés en Zambézie du Nord et Zambézie du Sud. La première est ensuite partagée pour devenir la Rhodésie du Nord et le Nyassaland alors que la seconde prend le nom de Rhodésie du Sud. Leur nom de baptême rend hommage à Cecil Rhodes.
En janvier 1896, les ndébélés déclenchent la « Chimurenga » (rébellion ou guerre de libération) pour protester contre leurs conditions de vie imposées par les Britanniques. À la suite d'une vague de crimes sans précédent contre les Blancs des districts isolés du Matabéléland, les colons se réfugient dans les enceintes de Bulawayo, Gwelo, Belingwe et Tuli. En juin, le Mashonaland est gagné par la révolte. Les troupes impériales britanniques, stationnées ordinairement au Natal, sont chargés de dégager Bulawayo et les villes assiégées. Sous les pressions du gouvernement de Londres, Rhodes, résistant à l'appel à l'extermination demandé par les colons, vient en personne, au milieu des collines de Matopos, négocier un armistice avec les chefs Ndébélés le 21 août 1896. Deux mois plus tard, la paix est signée. Les shonas continuent de résister mais en vain.
Par ordre en conseil du 20 octobre 1898, un conseil exécutif et un conseil législatif sont créés pour concilier les intérêts des colons et de la BSAC.
Par ailleurs, des réserves (zones territoriales réservées à un peuple autochtone) sont créées à l'usage exclusif des indigènes, avec interdiction d'intrusion de tout Européen à l'exception des autorités civiles et des missionnaires. Ces derniers approuvent cette ségrégation territoriale car ils y voient des « terres de mission » où ils peuvent construire des écoles, des dispensaires, des hôpitaux, des fermes, des églises et enseigner la religion du Christ.
En 1902, Cecil Rhodes meurt au Cap. Il est enterré sur les monts Matobo, près de Bulawayo, salué par des centaines de guerriers matabélés.
En 1914, la charte de la BSAC arrive à terme. Les colons parviennent à ce qu'elle soit renouvelée pour dix ans avec une clause réservée prévoyant l'autonomie des territoires avant la fin de la décennie.
En une petite trentaine d'années, les colons sont parvenus à construire des villes, à ouvrir des routes, défricher la brousse et irriguer des terres arides. Le chemin de fer qui partait du Cap relie Bulawayo dès 1890, puis franchit les Chutes Victoria pour atteindre le Katanga en 1907. Des lignes indépendantes relient Bulawayo, Salisbury et Beira au Mozambique (chemin de fer Beira-Bulawayo). Des mines d'or, d'amiante, de charbon et de chrome sont mises en exploitation alors que, tout comme l'élevage bovin, l'agriculture (tabac, céréales) se développe.
Les shonas et les ndébélés profitent très peu de cette expansion économique et industrielle et continuent à vivre selon une économie traditionnelle, ne retirant de la terre que le nécessaire à leur survie. Cependant, les colons, trop peu nombreux, sont tributaires de leur force de travail. Le Masters and Servants Act (droit du maître et du serviteur) du 29 novembre 1901 institue ainsi des contrats de travail, écrits ou oraux, conclus pour un mois, sans salaire minimum garanti.
En 1922, après de violentes querelles entre colons et la BSAC, les Blancs de Rhodésie réclament leur émancipation et l'autonomie politique. Consultés par référendum, ils écartent le rattachement à l'Afrique du Sud.

### Émancipation de la Rhodésie du Sud (1923-1953)

Drapeau de Rhodésie du Sud (1923-1964).

En 1923, la Rhodésie du Sud devint une colonie de la Couronne britannique. Un gouvernement autonome, dirigé par Charles Coghlan, était chargé à Salisbury, la capitale, de la gestion du territoire alors que la Rhodésie du Nord et le Nyassaland demeuraient sous le contrôle du Colonial Office. Le parlement britannique conservait le droit d'intervenir dans la législation interne au titre des clauses réservées (dont celui au titre de la protection des droits indigènes). Le but était de transformer la Rhodésie du Sud, dont la population blanche était nettement plus importante, en un dominion comparable à l'Union d'Afrique du Sud. Bien que la colonie fût encore officiellement non raciale, le droit de vote se fondait sur la citoyenneté britannique et les revenus annuels, des conditions que très peu de Noirs pouvaient remplir.

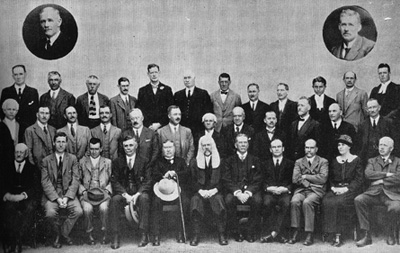
Le premier gouvernement de Rhodésie du Sud en 1924 dirigé par Charles Coghlan.

Dans les années 1930, un régime ségrégationniste fut officiellement instauré avec la loi de répartition des terres (Land apportionnement Act) alors qu'en 1934, une loi établissait une législation sociale ségrégationniste, interdisant aux Noirs l'accès à certaines professions ou l'implantation dans des zones déclarées blanches. Ainsi le territoire était divisé entre zone blanche, les réserves, les fonds d'achat indigène, les terres des missions et les terres de la couronne. Au total, la superficie allouée aux Noirs était sensiblement égale à celles des Blancs mais ces derniers étaient dix fois moins nombreux que les Africains. La réserve indigène allait cependant se révéler totalement insuffisante pour une population en pleine croissance démographique.
L'opposition africaine à cette politique ségrégationniste se constitua lentement et ce n'est que dans les années 1940 qu'elle vit le jour, d'autant plus que le développement économique de la Rhodésie du Sud avait considérablement accru le revenu national brut de la colonie mais les 3/4 de celui-ci allaient au secteur blanc contre 1/4 au secteur noir (92 % de la population). Ainsi en 1949, une enquête de l'ONU révéla que la Rhodésie du Sud était l'un des territoires où la disparité des revenus était l'une des plus élevées du monde, où le revenu annuel d'un africain était de 31 $ contre 1 170 $ pour un rhodésien d'origine européenne.
Contrairement à leurs compatriotes de Rhodésie du Nord, les Noirs de Rhodésie du Sud ne jouissaient pas du droit de grève, ne pouvaient adhérer à un syndicat ou à un parti politique et leurs droits fonciers étaient peu respectés.
Au début des années 1950, la Rhodésie du Sud comptait alors plus de deux millions d'habitants dont 200 000 Blancs (soit précisément un Blanc pour 13 Noirs).

### Fédération de Rhodésie et du Nyassaland (1953-1963)

Drapeau de la fédération rhodésienne.

En 1953, le statut des territoires rhodésiens change de nouveau avec leur intégration dans la Fédération d'Afrique centrale. Le gouvernement britannique choisit ainsi d'expérimenter une union administrative et économique de ses colonies d'Afrique centrale en les réunissant sous le contrôle d'un gouvernement fédéral avec pour objectif le développement économique de la région et tenter de mettre un frein aux aspirations nationalistes des Noirs. Ceux-ci disposaient théoriquement du droit de vote mais les conditions pour y accéder étaient tellement drastiques que moins de mille d'entre eux possédaient alors une carte d'électeur.

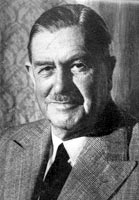
Lord Malvern.

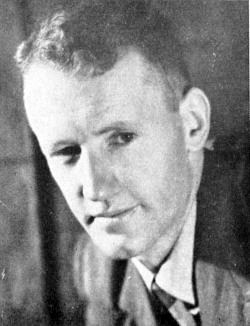
Ian Smith.

Le poste de premier Premier ministre de la fédération revint à Sir Godfrey Huggins (Lord Malvern) alors qu'en Rhodésie du Sud, c'est Garfield Todd, un libéral, fédéraliste, partisan de l'accession au pouvoir en douceur de la majorité noire, et opposant à la discrimination raciale qui arrive au pouvoir.
En 1955, lord Malvern fut remplacé par Roy Welensky à la tête du gouvernement fédéral.
En 1958, Garfield Todd, désavoué par son parti après avoir tenté d'accroître le corps électoral des Noirs de 2 à 16 %, démissionne et est remplacé par un partisan de la ségrégation, Edgar Whitehead alors que les dirigeants noirs sont de plus en plus hostiles au système de la fédération.
Dès 1959, l'état d'urgence fut proclamé dans chacune des trois colonies.
En 1960, lors de la conférence sur la révision de la constitution fédérale provisoire de 1953, les représentants africains dénoncèrent l'intransigeance et le racisme des colons blancs de Rhodésie du Sud. Ils engagèrent alors des pourparlers directs avec le gouvernement britannique pour obtenir l'indépendance des trois colonies.
En juillet 1961, une nouvelle constitution fut proposée par référendum aux 80 000 électeurs sud-rhodésiens. Elle fut approuvée par les seuls électeurs blancs alors que les 4 000 électeurs noirs s'abstenaient.
Le dirigeant nationaliste noir, Joshua Nkomo, créait alors la Zimbabwe African People's Union (ZAPU) alors que peu de temps après, un autre dirigeant noir, Robert Mugabe, fondait la Zimbabwe African National Union (ZANU). Tous deux réclamaient l'égalité raciale, le droit de vote et l'indépendance du pays qu'ils appelleraient Zimbabwe en référence aux ruines pré-coloniales de « Grand Zimbabwe ».
En mars 1962, le Front rhodésien (Rhodesian Front - RF) est créé par des Blancs conservateurs. En décembre 1962, ce RF, emmené par Winston Field, remporta les élections générales sud-rhodésiennes.
Au début de l'année 1963, la Grande-Bretagne reconnaissait le droit au Nyassaland de quitter la fédération désormais condamnée. Le 29 mars 1963, la même décision fut prise pour la Rhodésie du Nord.
Le 31 décembre 1963, la fédération de Rhodésie et de Nyassaland était officiellement dissoute.

## Rhodésie indépendante (1965-1980)
- Rhodésie (pays)

### Déclaration unilatérale d'indépendance, débuts (1965-1970)

Drapeau de Rhodésie (1964-1968).

En 1964, la Rhodésie du Sud était redevenue une colonie autonome. Ian Smith, un vétéran de la seconde guerre mondiale, avait succédé à Field à la direction du gouvernement le 13 avril 1964 avec la mission de maintenir les privilèges de la minorité blanche (8 % de la population).
Après les indépendances du Nyassaland (rebaptisé Malawi) et de la Rhodésie du Nord (Zambie), Smith obtint de ses électeurs un blanc-seing pour négocier l'avenir de la Rhodésie par le biais d'un référendum, par le soutien obtenu des grands chefs de tribus puis par la victoire totale du Front Rhodésien aux élections générales du 7 mars 1965.

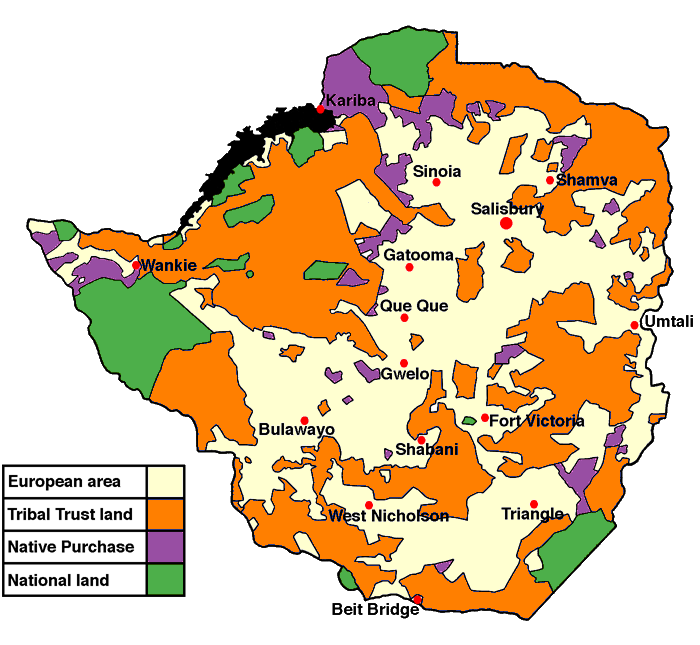
Répartition de la Rhodésie par groupe de population, distinguant les zones européennes, les zones tribales, les terres indigènes et les parcs nationaux (1965).

Mais les négociations tournèrent court avec le gouvernement britannique. Pour éviter une indépendance imposée par Londres, le gouvernement colonial prit alors l'initiative le 11 novembre 1965 de déclarer unilatéralement son indépendance (Unilateral Declaration Of Independance - UDI).
Le gouvernement britannique non seulement déclara l'UDI illégale mais il prononça la dissolution du gouvernement rhodésien et la reprise directe du contrôle de l'administration de sa colonie par le gouverneur général. Ses décisions n'eurent cependant aucun effet à l'intérieur des frontières de la Rhodésie. Le Royaume-Uni s'en remit alors à l'ONU et prôna des sanctions économiques « non punitives ». Aux Nations unies, les résolutions se succédèrent condamnant fermement l'UDI et enjoignant aux gouvernements de ne pas reconnaître le nouvel État. En 1968, la première résolution imposant des sanctions obligatoires totales fut votée par le Conseil de sécurité, mais certains États, comme l'Afrique du Sud, le Portugal, Israël ou les États-Unis prirent des dispositions non contraignantes permettant de contourner ces sanctions.

### République de Rhodésie (1970-1979)

Drapeau de Rhodésie (1968-1979).

Le 3 mars 1970, la république est proclamée en Rhodésie, sur le modèle du régime parlementaire de Westminster. Les critères pour être électeurs étant très stricts, il n'y avait en 1970 que 8 000 Africains (sur 5 millions) bénéficiant du droit de vote afin d'élire 16 députés noirs alors que 82 300 Blancs (sur 256 000 Rhodésiens) élisaient 50 députés blancs. Cette iniquité civique se retrouvait dans la répartition géographique du territoire où 7 % de Blancs détenaient 49 % des terres. Les 92 % restant de la population (les Noirs) se partageaient 51 % de terres au titre des « réserves indigènes ». Les mouvements noirs de libération étaient interdits et leurs chefs régulièrement emprisonnés.
Les Nations unies continuèrent d'organiser l'isolement international de la Rhodésie mais de nombreux États et des sociétés internationales contournaient discrètement les sanctions. La richesse du sous-sol rhodésien en métaux rares était utile pour les industries occidentales.
En 1971, un accord semblait intervenir entre la Grande-Bretagne et la Rhodésie concernant le statut du territoire. Ce projet prévoyait la diminution progressive de la ségrégation raciale jusqu'à son abolition complète, l'extension rapide du droit de vote aux Africains et leur participation progressive aux affaires politiques du pays. En janvier 1972, une commission royale vérifia si le projet recevait l'accord de toute la population de Rhodésie. Dans son rapport, elle répondit négativement, constatant que si 98 % de la population blanche était favorable, de même que la quasi-totalité des chefs tribaux, le projet était cependant rejeté par la grande majorité des Noirs. Il se trouva alors enterré.

Le pont au-dessus du Zambèze, entre Rhodésie et Zambie.

Le 25 août 1975, John Vorster, premier ministre d'Afrique du Sud et Kenneth Kaunda, président de la Zambie, entreprenaient de concert une rencontre au sommet entre Ian Smith et les dirigeants noirs des mouvements de guérilla dont la lutte s'était intensifiée depuis 1972. La rencontre eut lieu dans un wagon sud-africain stationné sur un pont situé au-dessus des chutes Victoria à la frontière entre la Zambie et la Rhodésie. Au bout de neuf heures d'entretien, cette conférence entre Smith, Abel Muzorewa, Joshua Nkomo, le révérend Ndabaningi Sitholé (en) (1920-2000), et Robert Mugabe se solda par un échec.
En 1976, soutenu par les États-Unis, Vorster, inquiet de l'évolution politique de l'Angola et du Mozambique deux anciennes colonies portugaises indépendantes depuis l'année précédente entreprit de convaincre Smith d'accepter un compromis avec les nationalistes noirs modérés. Ce compromis débouche sur les accords de Salisbury du 3 mars 1978, signés entre Ian Smith et trois dirigeants africains modérés. Le 21 mars 1978, le premier gouvernement multiracial de Rhodésie était formé avec un conseil exécutif réunissant les signataires de l'accord.
En septembre 1978, la situation sur le terrain dégénère démontrant la vulnérabilité de la société civile. Ainsi, le 3 septembre, un avion de ligne d'Air Rhodesia, avec à son bord 59 passagers et membres d'équipage, est abattu peu de temps après son décollage de l'aéroport du lac Kariba par des missiles sol-air tirés par la guérilla de la ZIPRA. Sur les 18 survivants, dix sont ensuite massacrés à la kalachnikov par les membres de la guérilla. Joshua Nkomo revendiqua la destruction en vol de l'avion mais nia que les survivants aient été abattus par ses hommes.
En janvier 1979, une nouvelle constitution est ratifiée par les 3 % de Rhodésiens blancs. Ceux-ci disposeraient d'un quota de 28 sièges de députés sur 100. La constitution fut néanmoins désavouée par tous les autres mouvements noirs, les Nations unies et la Grande-Bretagne.
En avril 1979, les premières élections multiraciales eurent lieu. Le parti d'Abel Muzorewa remporta 51 des 100 sièges alors que le Front rhodésien remportait les 28 sièges réservés aux Blancs.

### Zimbabwe-Rhodésie (1979)

Drapeau du Zimbabwe-Rhodésie.

Le 1er juin 1979, Abel Muzorewa devenait le premier Premier ministre noir de la nouvelle Zimbabwe-Rhodésie Le premier président noir nommé fut Josiah Zion Gumede et succéda au dernier président blanc du pays et un nouveau drapeau national adopté en septembre.

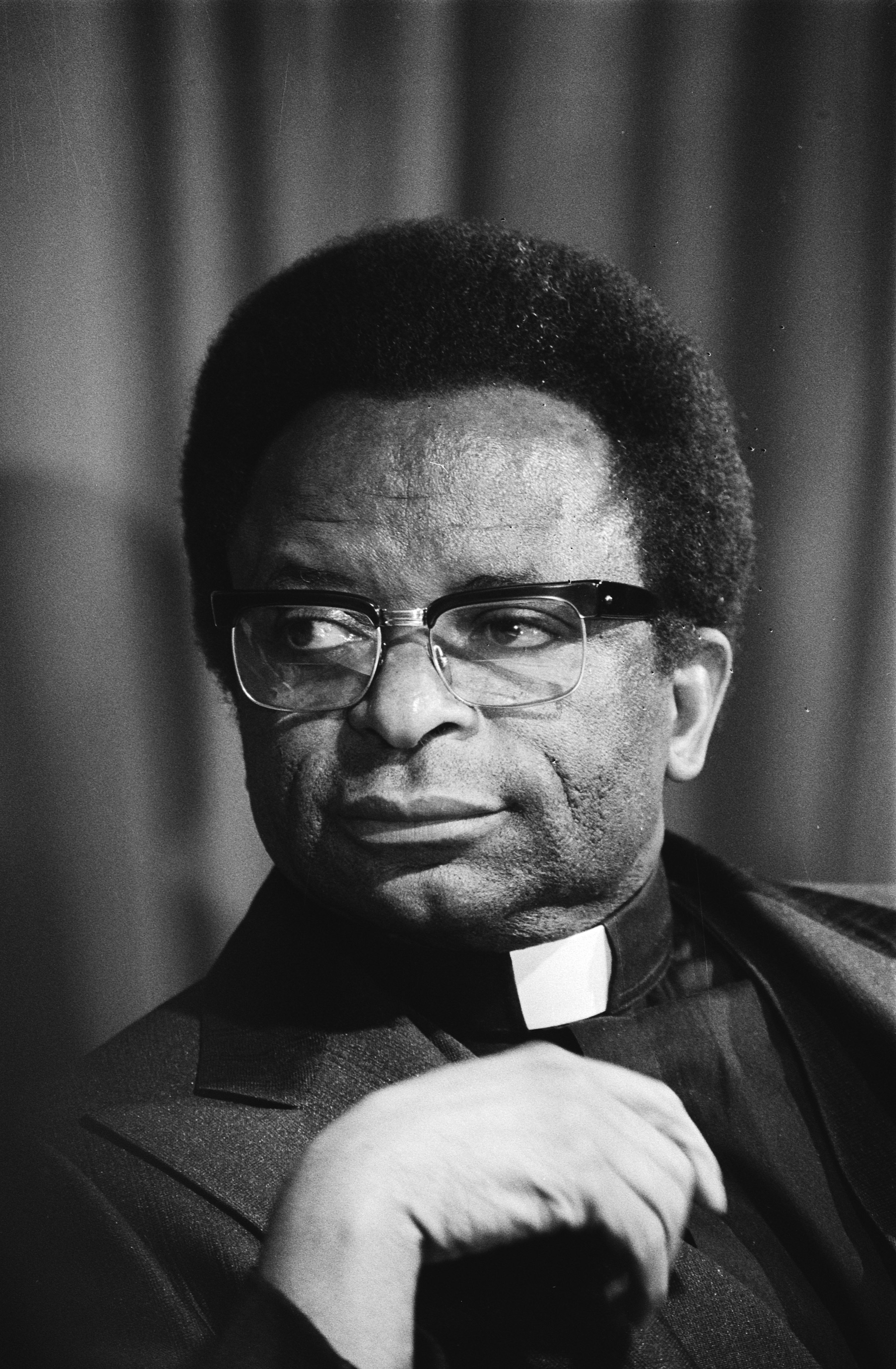
Abel Muzorewa.

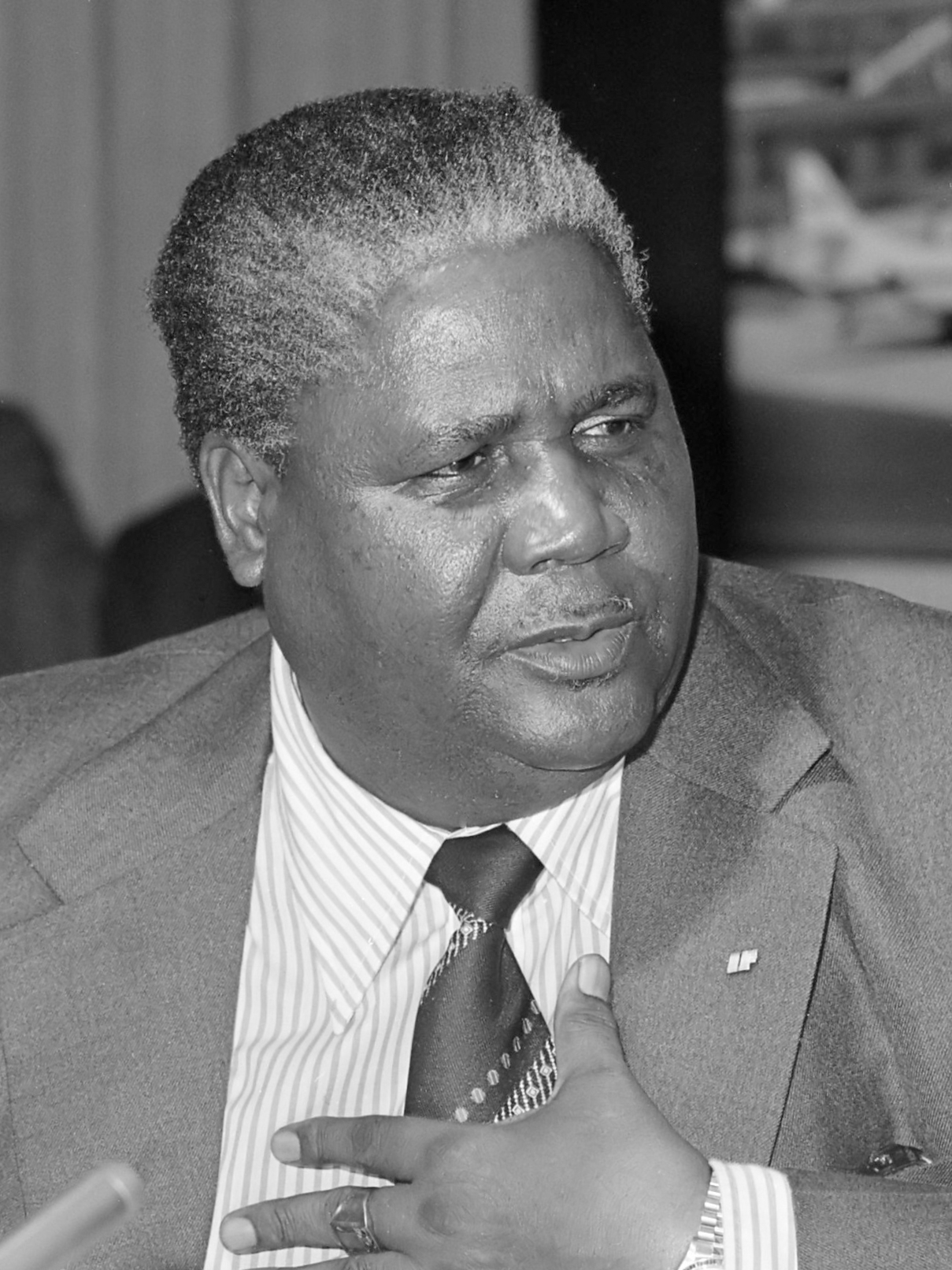
Joshua Nkomo.

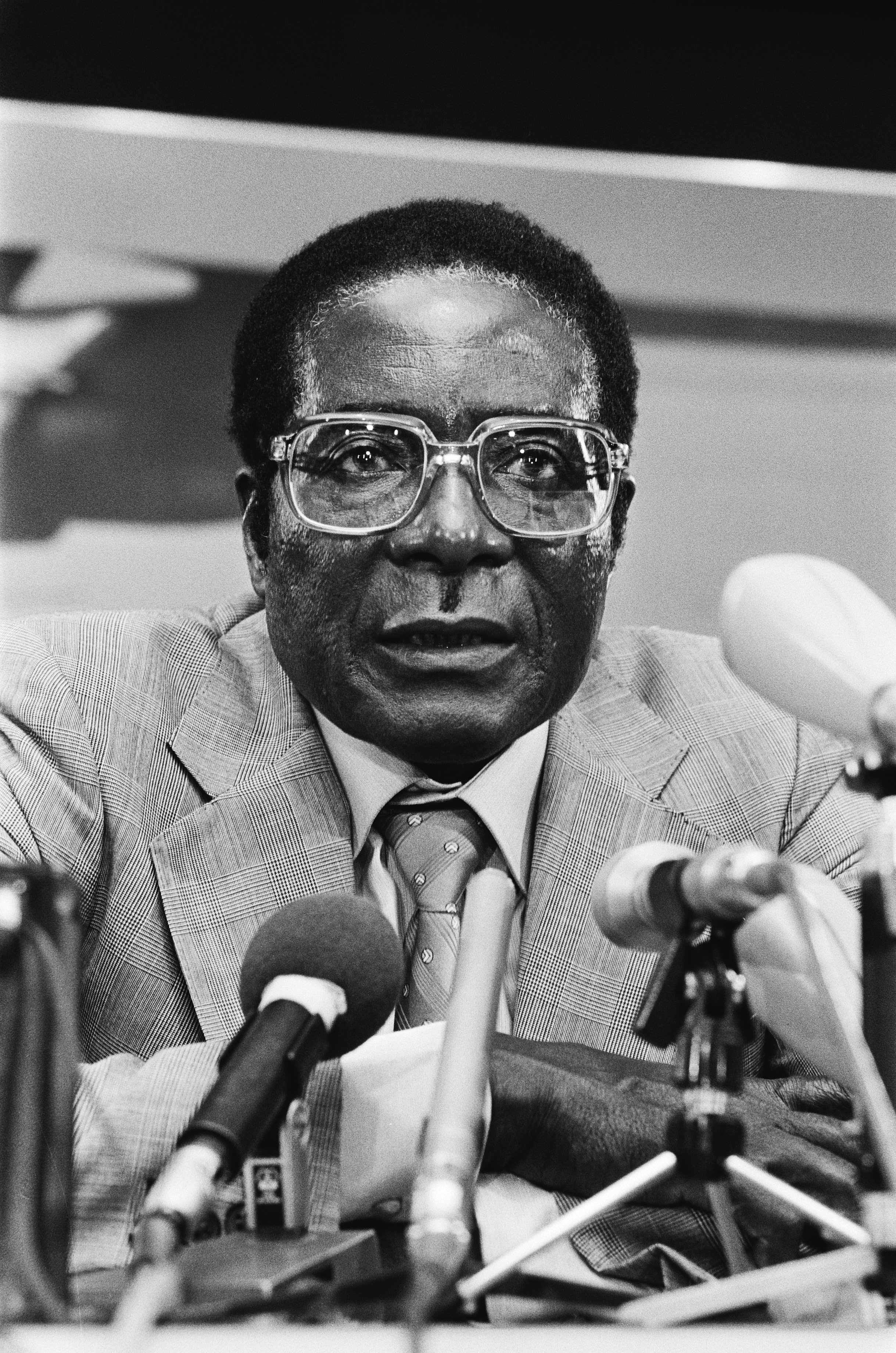
Robert Mugabe.

Ian Smith restait ministre dans le nouveau gouvernement qui comprenait douze ministres noirs et cinq ministres blancs.
Pour l’Afrique du Sud, il s’agissait d’un gouvernement noir modéré mais pour les Nations unies, ce n’était qu’un nouveau régime discrédité et illégitime. L’absence de reconnaissance internationale et la pression de la guérilla empêcha le nouveau gouvernement d’assoir sa légitimité d’autant plus que Smith restait l’homme fort du régime au sein du gouvernement.
Aux États-Unis et au Royaume-Uni, ce n’était que de justesse cependant que les demandes de levée des sanctions contre la Rhodésie étaient rejetées. Aux États-Unis, c’est d’ailleurs le président Jimmy Carter qui refusa la levée des sanctions pourtant votée par le Sénat américain le 12 juin 1979 par 75 voix contre 19. Le Sénat tenta de passer outre mais la Chambre des représentants rejoignit la position du président américain qui estimait que les élections d’avril 1979 n’avaient été « ni équitables ni justes ce qu’il confirma de vive voix à Muzorewa lors de sa visite à Washington le 11 juillet 1979.
Au Royaume-Uni, Lord Carington, le nouveau secrétaire britannique au Foreign Office, déclara pourtant que le gouvernement de Muzorewa était « l’autorité légitime » de la Rhodésie du Sud et qu’il fallait l’aider.
Constatant l’échec de son projet de constellation d’États amis, le gouvernement du nouveau premier ministre sud-africain Pieter Willem Botha poussa alors Muzorewa et Smith à revenir de nouveau à la table des négociations avec le Royaume-Uni et les autres partis noirs d’oppositions.
Si les sanctions ne firent pas plier la Rhodésie du Sud, elles l’avaient considérablement affaiblie au bout de quinze ans. De plus, le harcèlement des mouvements de guérilla avait fini par lasser une population blanche dont le solde migratoire était devenu négatif depuis 1975.

### Fin de l'utopie rhodésienne (1979-1980)
En septembre 1979 s’ouvrirent des négociations au Royaume-Uni entre le gouvernement britannique, le gouvernement de Muzorewa et les mouvements de libération (ZANU, ZAPU, etc). Les négociations sont ardues et pour éviter tout blocage, notamment de la part du Front patriotique, le parlement britannique vota en novembre une loi conférant au gouvernement britannique le droit d’amener unilatéralement le Zimbabwe-Rhodésie vers l’indépendance.
Au 30 novembre, la guerre du Bush de Rhodésie du Sud avait déjà fait 19 500 victimes chez les Noirs (10 300 guérilleros et 7 500 civils) et 953 victimes chez les Blancs et les forces de sécurité (480 soldats sud-rhodésiens blancs ou noirs, 473 civils blancs).
Le 12 décembre 1979, dix ans après le début de la guérilla et vingt mille morts, l'ex-colonie rebelle accepta qu'un nouveau gouverneur soit nommé mettant fin à 14 années d'indépendance convulsive. Le gouvernement britannique nomma Lord Soames (1920-1987) gouverneur général de la colonie de Rhodésie du Sud avec les pleins pouvoirs.
L’Union Jack était de nouveau hissé à Salisbury en lieu et place du drapeau de Zimbabwe-Rhodésie marquant le retour effectif de la souveraineté britannique sur sa colonie rebelle. La Grande-Bretagne regagne ainsi son prestige entamé par deux guerres mondiales et la décolonisation.
Les négociations constitutionnelles ouvertes à Lancaster House depuis septembre au Royaume-Uni sous l’égide de Lord Carrington, ministre de Margaret Thatcher, aboutissaient à un accord entre Ian Smith, Muzorewa et les chefs de la ZANU et du ZAPU.
Le 21 décembre 1979, les accords de Lancaster House prévoyaient l’instauration d’un régime parlementaire, le maintien au parlement pendant sept ans de vingt sièges sur cent réservés aux Blancs et l’interdiction pendant dix ans de procéder à une nationalisation forcée de la propriété privée. Cependant, une redistribution pacifique des terres avec indemnisation conséquente était encouragée, avec les garanties apportées par le Royaume-Uni. Les accords de Lancaster House furent ratifiées par la Chambre des communes sous le nom de Zimbabwe Act alors que le conseil de sécurité des Nations unies décidait parallèlement de la levée de toutes les sanctions votées contre la Rhodésie du Sud.
Une amnistie générale fut proclamée empêchant toute poursuite au Royaume-Uni pour des actes commis en Rhodésie du Sud entre le 11 novembre 1965 et le 12 décembre 1979.
Le cessez-le-feu entra en vigueur à partir du 28 décembre 1979 et fut effectif à partir du 4 janvier 1980 sous le contrôle de 1 200 hommes du contingent du Commonwealth. Le 6 janvier 1980, l’armée sud-rhodésienne fut autorisée à assister la police dans le maintien de l’ordre à la suite de la persistance de l’insécurité et du développement du banditisme.
À partir du 21 janvier 1980, quelque 240 000 réfugiés dans les pays limitrophes commencèrent à rejoindre la Rhodésie du Sud alors que 18 500 guérilléros rejoignaient les seize points de ralliements désignés pour leur assignation.
La campagne électorale limitée à six semaines fut traversée d’actes de violence et d'intimidation de la part du parti de Robert Mugabe. Soames choisit cependant de ne pas disqualifier le ZANU de Mugabe alors même que l'accord de Lancaster House prévoyait d'écarter les partis se livrant à l'intimidation. Robert Mugabe fut par ailleurs l’objet de deux tentatives d’assassinat.
Les élections eurent lieu le 14 février 1980 pour les vingt sièges réservés à la population blanche remportées dans leur totalité par le Front rhodésien de Ian Smith.
Du 27 au 29 février 1980, le vote se tint pour les 80 sièges réservés aux Noirs. Le président de Tanzanie, Julius Nyerere, dans l’attente du résultat définitif des élections, prévint alors qu’il ne reconnaîtrait qu’un gouvernement issu du Front patriotique et en aucun cas issu du Zimbabwe-Rhodésie. À l'issue du scrutin, ce fut le parti le plus radical, le ZANU-Front patriotique de Robert Mugabe, qui remporta l’élection avec 62,9 % des voix (57 sièges) reléguant loin derrière son rival de la ZAPU de Joshua Nkomo (25 % des voix et 20 sièges) ainsi que l’UANC d’Abel Muzorewa (8 % des suffrages et 3 sièges).
Le 4 mars 1980, Robert Mugabe, un chrétien marxiste, fut désigné pour le poste de Premier ministre par Lord Soames. Il constitua un gouvernement de Front national incluant deux Blancs : Dennis Norman à la tête du ministère de l’Agriculture et David Smith à la direction du ministère de l’industrie et du Commerce. Un accord avait été trouvé dans la nuit avec la minorité blanche (toujours dirigée par Ian Smith) permettant le maintien de blancs dans le gouvernement et l'administration, en contrepartie de quoi les préparatifs d'un coup d'état menée par l'armée et la police blanche furent annulés. Alec Smith, le propre fils de Ian Smith fut l'un des artisans de cet accord.
Craignant une fuite massive des capitaux, le nouveau régime accepte d'introduire dans la Constitution un article protégeant la propriété privée, notamment foncière, ainsi qu'une clause interdisant toute modification de la loi fondamentale pour une période d'au moins sept ans, ce qui a permis de rassurer les milieux économiques.
Le 18 avril 1980, l’ancienne Rhodésie du Sud accédait une nouvelle fois à l’indépendance sous le nouveau nom de Zimbabwe. Le nouvel État fut accueilli chaleureusement par la communauté internationale. Le nouveau président de la République du Zimbabwe était Canaan Banana, un modéré.
Le Zimbabwe rejoignait immédiatement les Nations unies puis le Commonwealth et dès septembre 1980, rompit ses relations diplomatiques avec l’Afrique du Sud tout en maintenant des relations économiques et commerciales assez étroites.

## Le Zimbabwe avec Robert Mugabe au pouvoir (1980-2000)

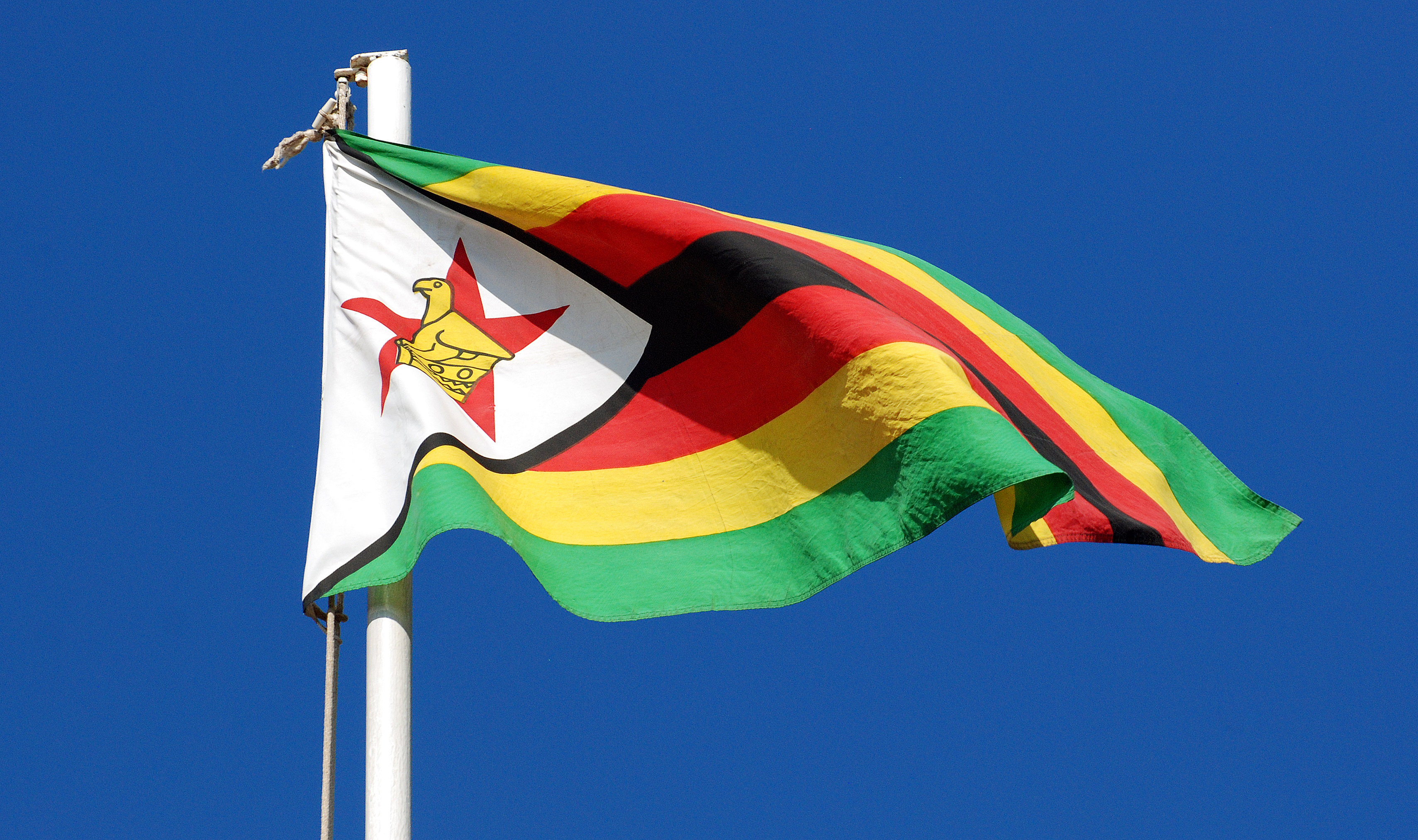
Drapeau du Zimbabwe.

Le nouveau gouvernement de Robert Mugabe (1924-2019) donne une impression d'unité nationale. Deux Blancs, par ailleurs anciens ministres dans les gouvernements de Ian Smith, sont nommés aux postes sensibles de l'agriculture et de l'industrie. L'ancien Premier ministre libéral Garfield Todd, emprisonné sous Smith, est nommé sénateur et Joshua Nkomo, le frère ennemi, au gouvernement. Le général Peter Walls, chef de l'armée nationale rhodésienne, est maintenu à son poste et pilote la fondation de l'armée nationale du Zimbabwe en intégrant les anciens guérilleros de la ZANLA (Zimbabwe African National Liberation Army) et de la ZIPRA (Armée populaire révolutionnaire du Zimbabwe).
L'accent est mis sur l'éducation et la santé, secteurs dont les Noirs avaient été presque entièrement privés sous le régime de Ian Smith. En 1992, une étude de la Banque mondiale indique que plus de 500 centres de santé ont été construits depuis 1980. Le pourcentage d'enfants vaccinés est passé de 25 % en 1980 à 67 % en 1988 et l'espérance de vie est passée de 55 à 59 ans. Le taux de scolarisation a augmenté de 232 % une année après que l'enseignement primaire ait été rendu gratuit et les effectifs de l'enseignement secondaire ont augmenté de 33 % en deux ans. Ces politiques sociales entrainent une augmentation du taux d'endettement.
Plusieurs lois sont adoptées dans les années 1980 pour tenter de diminuer les écarts salariaux. Les écarts sont toutefois restés considérables. En 1988, la loi donne aux femmes, au moins en théorie, des droits identiques à ceux des hommes. Elles ne pouvaient auparavant prendre que peu d'initiatives personnelles sans le consentement de leur père ou de leur mari.

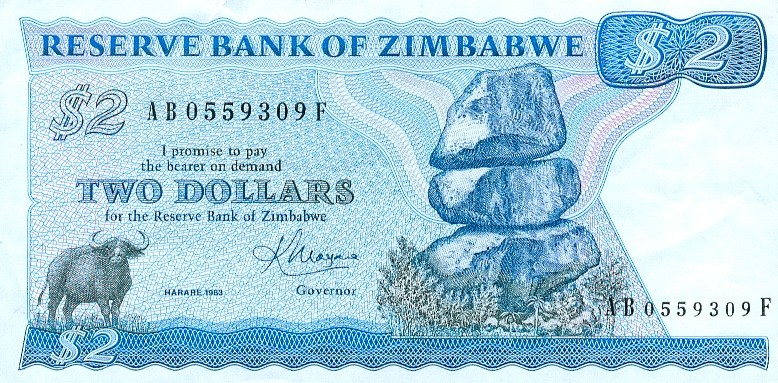
Le nouveau dollar du Zimbabwe qui succéda au dollar rhodésien.

Entre 1980 et 1985, la population blanche passa néanmoins de 225 000 à moins de 100 000 personnes. La minorité blanche n'allait plus peser sur la vie politique du pays puisqu'il lui était interdit de participer à toute coalition parlementaire visant à sanctionner le gouvernement. Économiquement, cette minorité continuait cependant de peser. Ainsi, 4 500 fermiers de souche européenne exploitaient 49 % des terres agricoles permettaient au pays de garder son autosuffisance alimentaire et d'être contributeur au Programme alimentaire mondial. Mais il y avait 200 000 fermiers noirs qui réclamaient des terres à cultiver et dont les revendications n'allaient cesser de mettre le gouvernement sous pression. Ainsi, dès la première année de l'indépendance, des manifestations anti-blancs, réclamant la redistribution des terres, dégénèrent. En septembre 1980, les deux statues de Cecil Rhodes érigées devant le parlement de Salisbury et dans le centre de Bulawayo, furent déboulonnées par une foule en furie, exigeant une redistribution immédiate des terres et l'expulsion de tous les Blancs[réf. nécessaire].

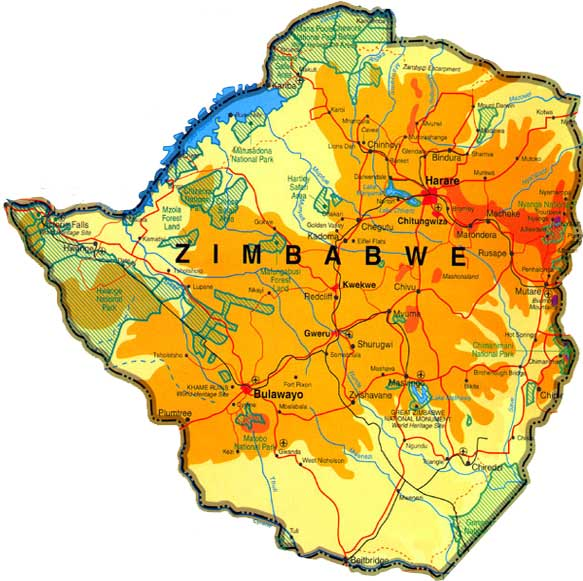
La nouvelle carte du Zimbabwe.

L'Afrique du Sud voisine jouait néanmoins un rôle, le régime d'apartheid lançant de temps en temps des raids contre les bases de l'ANC sur territoire zimbabwéen face aux troupes zimbabwéennes impuissantes.
Pour bien marquer sa rupture avec le colonialisme, le gouvernement fit rebaptiser ou réorthographier toutes les villes du pays lors du deuxième anniversaire de l'indépendance en avril 1982 à l'instar de Salisbury, désormais appelé Harare.
C'est cependant la rivalité entre la ZANU et la ZAPU qui débouche sur une dégradation générale et un conflit armé sanglant. Dès 1981, Nkomo avait été évincé du gouvernement et plusieurs de ses partisans arrêtés. Le conflit politique se calquait sur un conflit ethnique. Mugabe était un Shona (comme ses 62,9 % d'électeurs) et Nkomo un ndébélé (comme l'essentiel de ses électeurs). Après la découverte de caches d'armes clandestines de la ZAPU, des activités de guérilla reprirent dans le Matabeleland. Nkomo fut accusé de trahison. En janvier 1983, Mugabe envoyait la cinquième brigade, formée par la Corée du Nord, pour rétablir l'ordre au Matabéléland. Des milliers de civils furent massacrés et des villages rasés. Nkomo s'enfuit alors en Angleterre. Ce ne fut qu'en 1988, et après 25 000 civils tués, que la réconciliation Nkomo-Mugabe met fin au conflit, assurée par une amnistie et la fusion entre la ZANU et la ZAPU dans la ZANU-Front patriotique.
En 1987, les Blancs de la l'Alliance conservatrice du Zimbabwe (Conservative Alliance of Zimbabwe - CAZ), l'ex-front rhodésien, perdirent leur représentation assurée de 20 députés et furent éliminés du parlement. Leurs sièges furent mis à disposition du gouvernement qui nomma une vingtaine de députés. La coalition gouvernementale se retrouva alors avec le soutien de 99 députés sur 100. Détenant ainsi les pleins pouvoirs, Robert Mugabe fit modifier la constitution afin d'instituer un régime présidentiel, supprimant le poste de Premier ministre et reprenant le titre de président à son compte. Joshua Nkomo devint alors l'un des deux vice-présidents du Zimbabwe.
Bien que représentant 1 % de la population, les Zimbabwéens blancs continuaient néanmoins de diriger l'économie en assurant 80 % du PNB.
Cependant, dès la fin des années 1980, le régime apparaissait comme corrompu et la profession de foi socialiste des principaux dirigeants de la ZANU masquait de plus en plus mal la recherche par ceux-ci de grands profits financiers. En 1988, le pouvoir fut impliqué dans le scandale de l'usine d'assemblage automobile de Willowvale. La corruption fut alors dénoncée par une presse encore libre et par les étudiants de l'Université de Zimbabwe. Se sentant menacé, le régime répondit rapidement en supprimant ses subventions à l'Université et en renforçant son contrôle politique.
Le démantèlement de l'apartheid en Afrique du Sud et l'effondrement de l'URSS eurent de profonde répercussion aux pays, poussant le régime et l 'opinion nationale à se tourner vers le libéralisme et le multipartisme renforçant le pouvoir des 100 000 Blancs restants et augmentant les contestations au régime (grèves, manifestations) et le désir d'expulser les Blancs.
En 1990, le basculement vers l'autoritarisme fut confirmé alors que s'abattait la répression contre tous ceux susceptibles d'animer un mouvement d'opposition, qu'ils soient Blancs ou Noirs. Ainsi, les élections de mars 1990 furent entachées de multiples fraudes favorisant les candidats gouvernementaux. Le ZUM (Mouvement uni du Zimbabwe) d'Edgar Tekere, principal force d'opposition libérale et démocrate, alors en pleine croissance fut victime d'un redécoupage électoral tendancieux. Son candidat le plus prometteur, Patrick Kombayi à Gweru, fut la victime d'une tentative de meurtre qui obligea tous les autres candidats du ZUM à tenir profil bas.
En août 1990, la contestation était aussi interne à la ZANU. À la réunion du comité central, 22 des 26 membres se prononcèrent contre la transformation de la république en régime de parti unique voulu par Mugabe. Celui-ci se rangea finalement sans risque à la décision majoritaire, le pays ne connaissant plus aucun parti d'opposition structuré.
Robert Mugabe fut encore réélu en 1996 avec 92 % des suffrages à la présidence de la république, après le retrait de ses deux opposants.
Conformément à une loi votée en 1992, Mugabe décida de mettre en œuvre sa réforme agraire et de nationaliser la moitié des terres des 4 500 fermiers blancs qui possédaient à cette date encore 30 % des terres cultivables dans le but officiel de les redistribuer aux centaines de milliers d'africains démunis. Cependant, seuls les grands domaines pouvaient être rentables pour un pays comme le Zimbabwe et pouvaient lui permettre son autosuffisance alimentaire. De plus, la mesure était pénalisante pour l'économie du pays car les fermiers blancs réalisaient plus de la moitié du PIB et avaient droit à de justes indemnités selon la loi et la constitution du pays.
Le 9 décembre 1997, une grève nationale à l'initiative des vétérans de la ZANLA paralysa le pays. Les vétérans réclamaient des terres et de justes compensations pour leurs services au sein de la guérilla. Il leur fut accordé des pensions qui étaient bien supérieures à ce que permettait le budget de l'État zimbabwéen.
En dépit des mises en garde du FMI, Mugabe décida alors de commencer la redistribution autoritaire des terres appartenant aux Blancs. Ces derniers et leur syndicat contestèrent alors la loi devant la justice et utilisèrent tous les moyens juridiques à leur disposition. À partir de là, une campagne de terreur urbaine et rurale finit par submerger le pays afin de chasser les fermiers blancs réticents, conduisant le pays à la plus grave crise politique, économique et sociale de son histoire.

## Zimbabwe en crise, Robert Mugabe se maintient au pouvoir (2000-2017)

### Mugabe contesté (2000)
À la surprise générale, Mugabe était désavoué en février 2000 par la population à l'occasion d'un référendum sur une modification de la constitution qui aurait pu ouvrir la voie à une large réforme agraire permettant l'expropriation sans indemnisation des fermiers blancs.
Quelques mois plus tard, le parti de Mugabe, la ZANU-PF (Union nationale africaine du Zimbabwe – Front patriotique) manquait de perdre les élections face au MDC (Mouvement pour le changement démocratique) de Morgan Tsvangirai, première force politique à pouvoir enfin concurrencer le parti de Mugabe. La grande majorité des circonscriptions urbaines échappèrent au ZANU-PF. Malgré les fraudes orchestrées par le pouvoir, le MDC faisait quasiment jeu égal avec le ZANU de Mugabe mais conformément à la constitution, celui-ci nommait directement une trentaine de députés supplémentaires, donnant une majorité nette à son parti.

### Surenchères de Mugabe (2000)
En février 2000, les occupations de terres par des paysans noirs et d'anciens combattants de la guerre d’indépendance se multiplient. Quelque 4 500 propriétaires possèdent plus d'un tiers des terres cultivables dans les zones les plus fertiles, sous forme de grandes exploitations commerciales, tandis que plus de 700 000 familles paysannes noires se partageaient le reste sur des « terres communales » beaucoup moins propices à la culture. Mugabe annonça peu de temps après l'expropriation quasi générale de tous les fermiers blancs.
Les fermes furent alors occupées et dévastées par des bandes de brigands au service du ZANU-PF, regroupés sous l'égide de pseudo anciens vétérans du combat pour l'indépendance. Ceux-ci intimidèrent violemment les employés, pillèrent les maisons plongeant le pays dans la famine et la pauvreté n'hésitant pas à tuer sous les yeux complices de la police. L'assassinat de fermiers provoqua la consternation et la condamnation la plus ferme du Royaume-Uni. La redistribution tant annoncée n'eut pas lieu sinon au bénéfice des proches du régime.
Ian Smith était lui-même exproprié alors que Doris Lessing, écrivaine renommée, ayant passé sa jeunesse en Rhodésie et ancienne opposante au régime blanc, critiquait pour la première fois les méthodes du président zimbabwéen.
En 2002, sur les 13 millions de Zimbabwéens, 9 millions - soit sept habitants sur dix - vivaient en deçà du seuil de pauvreté, un sur deux était au chômage. L'utilisation démagogique de la question de la terre et la stigmatisation de plus en plus violente par le régime des 50 000 Blancs du pays finirent par plonger le Zimbabwe dans une crise économique et politique sans précédent. La famine menaçait dorénavant l'ancien grenier à blé d'Afrique,.

### Choix de la dictature (2002-2005)
Lors de l'élection présidentielle de mars 2002, Mugabe fut sérieusement accroché par le chef du MDC. Grâce à une fraude électorale massive constatée par les observateurs internationaux, il arriva néanmoins à se maintenir au pouvoir avec 56 % des voix contre 41,9 % à son adversaire.
La Grande-Bretagne tenta alors d'organiser avec les pays du Commonwealth des sanctions internationales contre le Zimbabwe. Appuyé par les pays occidentaux, les États-Unis et l'Australie, les britanniques eurent cependant du mal à convaincre les pays africains à se joindre à eux. Bien au contraire, ces derniers rechignèrent à sanctionner un des leurs et firent bloc autour du dictateur, justifiant sa réforme agraire par les abus du colonialisme.
Durant l'été 2002, Mugabe fixa un ultimatum à 2 900 des 4 500 fermiers blancs, leur enjoignant de quitter leurs fermes. Ceux qui refusèrent de s'y soumettre furent arrêtés, malgré des décisions de justice contraires. Quelque 197 fermiers ainsi arrêtés acceptèrent finalement de quitter leurs exploitations sous la menace. Lors d'un nouvel ultimatum en septembre, il apparut que le gouvernement avait décidé qu'environ 95 % des fermes appartenant à des Zimbabwéens blancs devaient être redistribuées. Mais cette politique de saisie des terres et la sécheresse contribuèrent à des pénuries de nourriture dans tout le pays.
En 2003, le pays était au bord de la guerre civile avec un taux de chômage supérieur à 70 % de la population active. La famine sévissait dans ce qui était autrefois le grenier à blé de l'Afrique australe. Des émeutes de la faim éclatèrent alors que les terres prises aux Blancs restaient en friche car les nouveaux fermiers noirs manquaient de moyens et de connaissances. L'opposition organisa des journées générales de grève très suivies mais qui n'eurent aucun effet sur le gouvernement autre que de renforcer la répression.
Le chef de l'opposition qui avait défié Mugabe lors des dernières élections en 2002 fut alors poursuivi pour haute trahison devant les tribunaux. Encourant la peine de mort, il fut finalement acquitté par le tribunal en 2004.
En mars 2005, lors des élections législatives, la Zanu-PF remporta une victoire écrasante, avec 78 sièges au Parlement contre 41 pour le Mouvement pour le changement démocratique, tétanisé par la brutalité du régime et l'indécision de ses dirigeants à défier frontalement Mugabe,. Comme la Constitution donnait au président du Zimbabwe le pouvoir de nommer 30 députés supplémentaires, la Zanu-PF eut finalement plus des deux-tiers des sièges. Les Zimbabwéens expatriés furent exclus du vote alors que les élections s'étaient déroulées en l'absence d'observateurs internationaux qualifiés pour en assurer le bon déroulement.

### Démolition de bidonvilles (printemps 2005-)
Depuis les élections de mars 2005, la situation des droits humains au Zimbabwe n'a cessé de se détériorer.
Au printemps 2005, Mugabe décida de démolir les bidonvilles de la banlieue d'Harare (qui avaient vu le jour à la suite de la grave crise économique que traverse le pays et qui pousse de nombreux zimbabwéens à chercher du travail dans les villes), de fait les fiefs de l'opposition, en faisant expulser les habitants vers les zones rurales très pauvres. Officiellement, cette campagne de nettoyage, présentée sous forme de slogans tels que « Se débarrasser des ordures » et « Restaurer l'ordre », avait pour but de combattre la criminalité et de permettre de reloger décemment les familles vivant dans ces bidonvilles. Pour reloger les familles le gouvernement promettait de dépenser 325 millions de dollars pour la construction de 1,2 million de maisons ou l'achat de terrains constructibles, qui devrait voir le jour d'ici 2008. Mais pour l'opposition, c'était une mesure punitive à l'égard de ceux qui n'avaient pas votés pour le parti de Robert Mugabe.
En juin 2005, plus de 300 000 personnes avaient déjà ainsi été expulsées. La situation était tellement préoccupante qu'une envoyée spéciale des Nations unies, Anna Kajumulo Tibaijuka, directrice de l'Agence des Nations unies pour les établissements humains (ONU-Habitat), fut nommée pour enquêter sur les destructions et expulsions, alors que plus de 200 organisations non gouvernementales africaines et internationales effectuaient un appel conjoint et à l'Union africaine pour qu'elles viennent en aide aux populations du Zimbabwe. Certains de ces groupes n'hésitèrent plus à comparer la politique de Mugabe avec celle de Pol Pot au Cambodge en 1975.
Le 22 juillet 2005, ONU-Habitat, rendit son rapport dans lequel furent dénoncées les démolitions « désastreuses » de bidonvilles, effectués « sans discernement, de manière injustifiée et dans l'indifférence à la souffrance humaine » précipitant une « crise humanitaire d'immenses proportions. » Le nombre de personnes privées de domicile ou d'emploi était alors chiffré à plus de 700 000 (1,5 million selon l'opposition). Prenant acte du rapport, le Secrétaire général de l'ONU, Kofi Annan, exhorta le gouvernement du Zimbabwe à cesser immédiatement le programme de démolition.
En réponse, le ministre zimbabwéen des Affaires étrangères, Simbarashe Mumbengegwi, dénonça ce rapport qu'il juge avoir un « ton pro-opposition » et d'avoir exagéré « grossièrement le nombre de personnes qui ont été affectées par l'opération ». Le Premier ministre britannique Tony Blair a également été accusé d'avoir manipulé la mission de l'ONU.

### Situation politique (2005-2008)

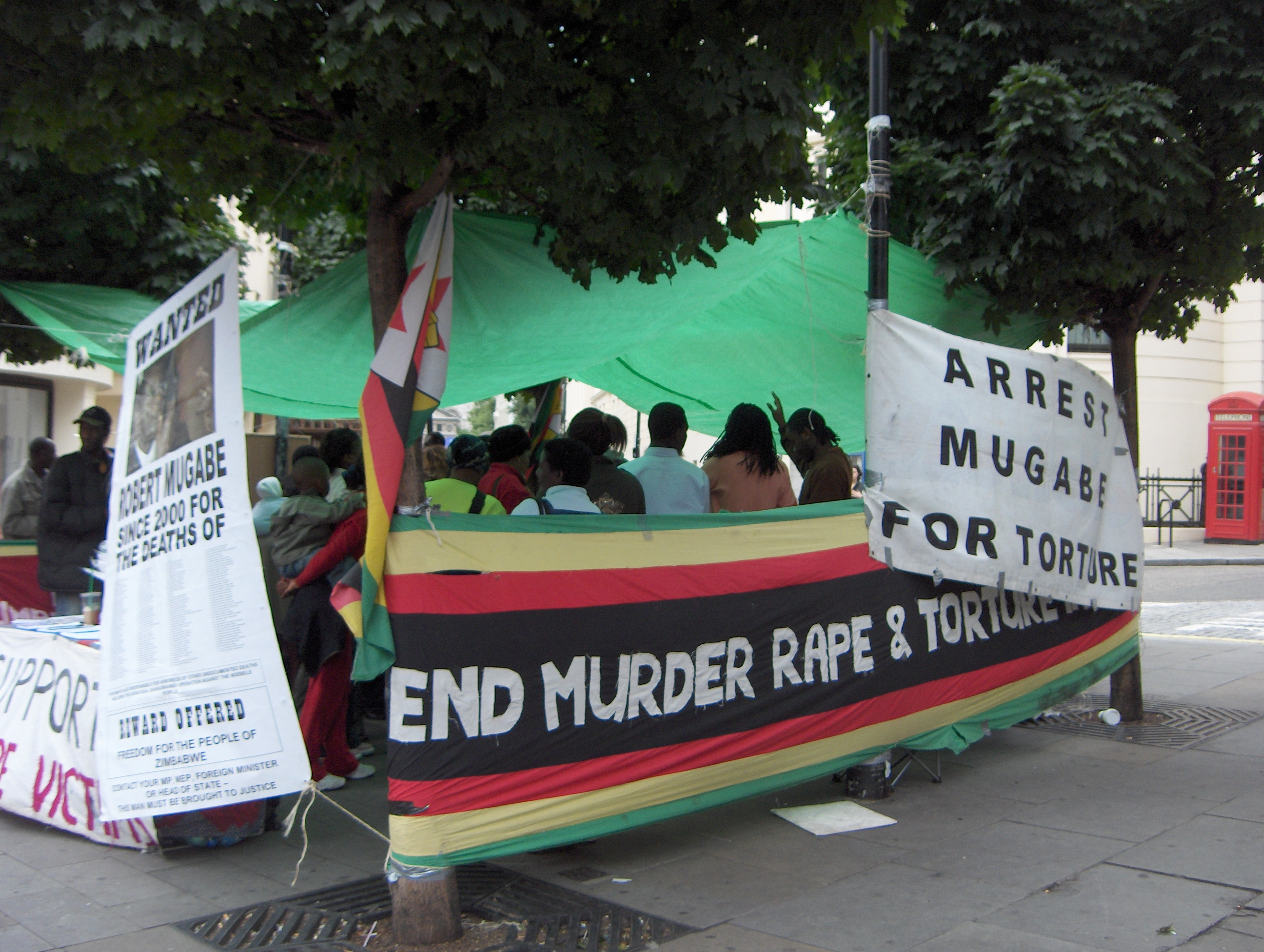
Photo prise le 12 août 2006 devant l'ambassade du Zimbabwe à Londres : des opposants au régime de Robert Mugabe s'expriment à l'étranger.

Le 30 août 2005, le parlement, dominé par les partisans de Robert Mugabe, approuva la révision de la Constitution permettant la nationalisation des fermes appartenant aux Blancs et le durcissement de la répression contre les opposants politiques. L'un des amendements constitutionnels retira aux exploitants blancs toute possibilité de recours judiciaire.
Un autre article interdit aux Zimbabwéens soupçonnés d'activités terroristes, ou d'opposition politique virulente, de sortir du territoire. Le texte priva également de droit électoral toute personne ayant au moins un parent étranger bien que détenant le statut de résident permanent. Il prévoit en outre que toute personne suspectée de porter atteinte aux « intérêts » nationaux puisse être interdite de sortie du territoire. Cet article viole ainsi le droit de combattre l'oppression, inscrit dans les droits de l'Homme.
Le Zimbabwe comptait plus de 10 millions d'habitants, dont à peu près 30 000 Blancs (principalement âgés), lesquels ne représentent plus que 0,3 % de la population totale alors que plus de 3 millions de Zimbabwéens, selon l'opposition (incarnée principalement par le Mouvement pour le changement démocratique (MDC), ont fui le pays.
Le pouvoir n'oubliait pas non plus l'opposition au sein de la communauté noire, favorable à plus de démocratie : il harcelait et malmenait les dirigeants de cette opposition. L'action des forces de l'ordre fit l'objet de condamnation par le conseil de sécurité et le secrétaire général des Nations unies Ban Ki-moon. Celui-ci demanda au gouvernement d'Harare d'autoriser « le rassemblement pacifique » et « l'exercice de droits politiques légitimes ». Les photos de Morgan Tsvangirai, présenté devant la justice, après une arrestation, blessé à la tête et le visage tuméfié, publiées dans la presse mondiale, provoquèrent une grande émotion. Le leader de l'opposition ne lâcha pas pour autant son combat pour la démocratie.

### Élections présidentielle et législatives du 29 mars 2008
Les élections présidentielle, municipales et législatives du 29 mars 2008 se déroulent dans un contexte économique, politique et social très tendu. L'ancien grenier à blé de l'Afrique australe est alors en ruine, avec une hyperinflation, quatre adultes sur cinq au chômage, des magasins vides, des pénuries alimentaires et énergétiques à répétition alors que l'espérance de vie a dégringolé à 36 ans. Le chef de l'état sortant, Robert Mugabe bénéficie du soutien sans faille de la police et de l'armée ainsi que d'un système élaboré de clientélisme assorti de campagnes de répression ou d'intimidation des partis d'opposition,.
Candidat à un 6e mandat présidentiel, Robert Mugabe (Union nationale africaine du Zimbabwe – Front patriotique - Zanu-Pf) affronte de nouveau Morgan Tsvangirai (Mouvement pour le changement démocratique - MDC) et Simba Makoni, un ancien ministre des finances, dissident du Zanu-PF. Pour les élections législatives qui ont lieu en même temps, le MDC et la Zanu-PF sont les principaux rivaux. Les élections ont lieu en l'absence de la plupart des correspondants de la presse étrangère et des observateurs européens et américains, le régime n'ayant accepté que la présence d'observateurs de pays africains ou « amis » comme la Chine, l'Iran ou le Venezuela. Plus de 5,9 millions d'électeurs sont appelés aux urnes. Le 31 mars, deux jours après le scrutin, les résultats parviennent au compte-goutte et semblent favorables à l'opposition. Le MDC accuse cependant les autorités de retarder les résultats pour les manipuler en faveur de Robert Mugabe. Par crainte de violences, les forces de sécurité sont déployées dans la capitale du pays alors que, dans ce contexte tendu, la Communauté de développement d'Afrique australe (SADC) décerne un blanc-seing au scrutin électoral avant même la publication des résultats officiels alors que le MDC accuse la Commission électorale et le régime d'être de mèche avec les responsables de la mission de la SADC.
Le 2 avril, au bout d'un long décompte, la commission électorale du Zimbabwe déclare finalement que, sur 210 sièges, le MDC obtenait 105 sièges (dont 5 dissidents MDC) contre 93 au Zanu-PF, signifiant ainsi que ce dernier ne pourrait pas obtenir une majorité parlementaire même en obtenant les quelques sièges encore à pourvoir. La commission reconnait également la défaite du ministre de la justice, Patrick Chinamasa, celle d'un autre ministre, Chen Chimutengwende et la réélection de la vice-présidente Joyce Mujuru. Par contre, au Sénat, les deux partis se retrouvent à égalité selon les chiffres de la commission. De son côté, le MDC proclame que Morgan Tsvangirai est élu président avec 50,3 % des voix mais aucun résultat officiel n'est encore proclamé. Le 7 avril, le secrétaire général de l'ONU, Ban Ki-moon demande aux autorités de procéder à la publication officielle des résultats de l'élection présidentielle alors que le ZANU-PF demande un nouveau décompte des suffrages. L'absence de publication officielle des résultats de l'élection présidentielle fait alors craindre au MDC que la Commission électorale ne manipule les résultats. De son côté, Robert Mugabe appelle les zimbabwéens à protéger leurs terres contre les Blancs alors que la Zanu-PF accuse le MDC de vouloir annuler la redistribution des terres aux Noirs. Le 16 avril 2008, lors d'une réunion du Conseil de sécurité, le secrétaire général de l'ONU Ban Ki-moon appelle l'Afrique australe à « une action décisive » au Zimbabwe, dénonçant les violences politiques en cours, qui avaient déjà fait au moins deux morts (deux membres de l'opposition tués par des partisans du ZANU-PF) et 157 blessés. Alors que 18 jours après le scrutin, les résultats officiels de l'élection présidentielle sont toujours inconnus, une cinquantaine de militants de l'opposition dont un député sont arrêtés par la police et les partisans de Mugabe se livrent à des violences. Les résultats de l'élection présidentielle sont finalement publiés le 2 mai. D'après ces résultats officiels, Morgan Tsvangirai a obtenu près de 48 % des suffrages, devançant Robert Mugabe (43 %). Un second tour est alors rendu nécessaire pour départager les deux candidats.
Prévu pour le 27 juin 2008, la campagne électorale du second tour se déroule sur fond de violences politiques continues marquées par des « atrocités » commises par la police d'état contre des membres de l'opposition et leur famille mais aussi par l'arrestation de ses principaux chefs. Morgan Tsvangirai préfère se retirer de cette compétition politique dans un climat de répression et de violence. Robert Mugabe reste ainsi le seul candidat. Mais le pouvoir fait mine d'ignorer le retrait de l’opposant et son nom est maintenu sur les bulletins de vote. D'après les résultats officiels, Robert Mugabe obtient 2 150 269 suffrages exprimés, contre 233 000 à son opposant Morgan Tsvangirai. Moins de la moitié des 5,9 millions d’électeurs inscrits aux registres ont voté, avec une participation officielle de 42,37%.
Le 25 août 2008, lors d'un vote à bulletins secrets, l'opposition remporte la présidence de la chambre basse du Parlement, infligeant un nouveau revers au régime du président Robert Mugabe. Par 110 voix, Lovemore Moyo, est élu président de l'assemblée contre 98 voix au candidat d'une faction dissidente du même parti, Paul Themba Nyathi. Le décompte des voix démontre contre toute attente qu'une partie des députés du Zanu-PF, le parti de Robert Mugabe, et que des députés de la faction dissidente du MDC, ont voté en faveur de Lovemore Moyo, démontrant la division interne du parti présidentiel et la défiance envers le président Mugabe alors que le pays est en plein marasme économique.

### Gouvernement d'union nationale (2009-2013)
Des négociations difficiles s'engagent entre Robert Mugabe, et Morgan Tsvangirai, menés sous l'égide de la Communauté de développement d'Afrique australe (SADC), pour constituer un gouvernement d'union nationale. Les trois partis représentés au Parlement à l'issue du scrutin du 29 mars y participent : la ZANU (PF), et les deux composantes issues de la MDC, la MDC-T et la MDC-M. Le Parlement zimbabwéen adopte un amendement constitutionnel qui crée un poste de premier ministre. Ce poste revient à Morgan Tsvangirai, pour ce gouvernement d'union. Mais Robert Mugabe reste président et s'accroche au pouvoir. Il ne lâche que difficilement des ministères-clés à l'opposition, et ses concessions sont à double tranchant. Le parti de M. Tsvangirai obtient notamment deux portefeuilles importants, mais politiquement sensibles, celui de la santé, dans un pays où l'épidémie de choléra fait rage, et celui des finances, alors que l'économie est dans un état désastreux. La participation du MDC à ce gouvernement d'union nationale se révèle être un piège politique.

### Robert Mugabe se maintient au pouvoir (2013-2017)
Robert Mugabe sort des élections de 2013 en ayant réussi à marginaliser l'opposition. Il supprime le poste de premier ministre, met fin au gouvernement d'union nationale, et reconcentre le pouvoir autour de son clan. Sa santé de plus en plus fragile alimente toutefois les spéculations. Les observateurs notent une lutte pour la succession entre la femme du président, Grace Mugabe, et le vice-président du pays, un des dirigeants historiques de la Zanu, longtemps aux côtés de Robert Mugabe, Emmerson Mnangagwa. En 2017, cette lutte sous-jacente, dans les allées du pouvoir, semble tourner à l'avantage de Grace Mugabe : Emmerson Mnangagwa est démis de ses fonctions de vice-président et s'exile.

## L'après Mugabe

### Démission de Robert Mugabe

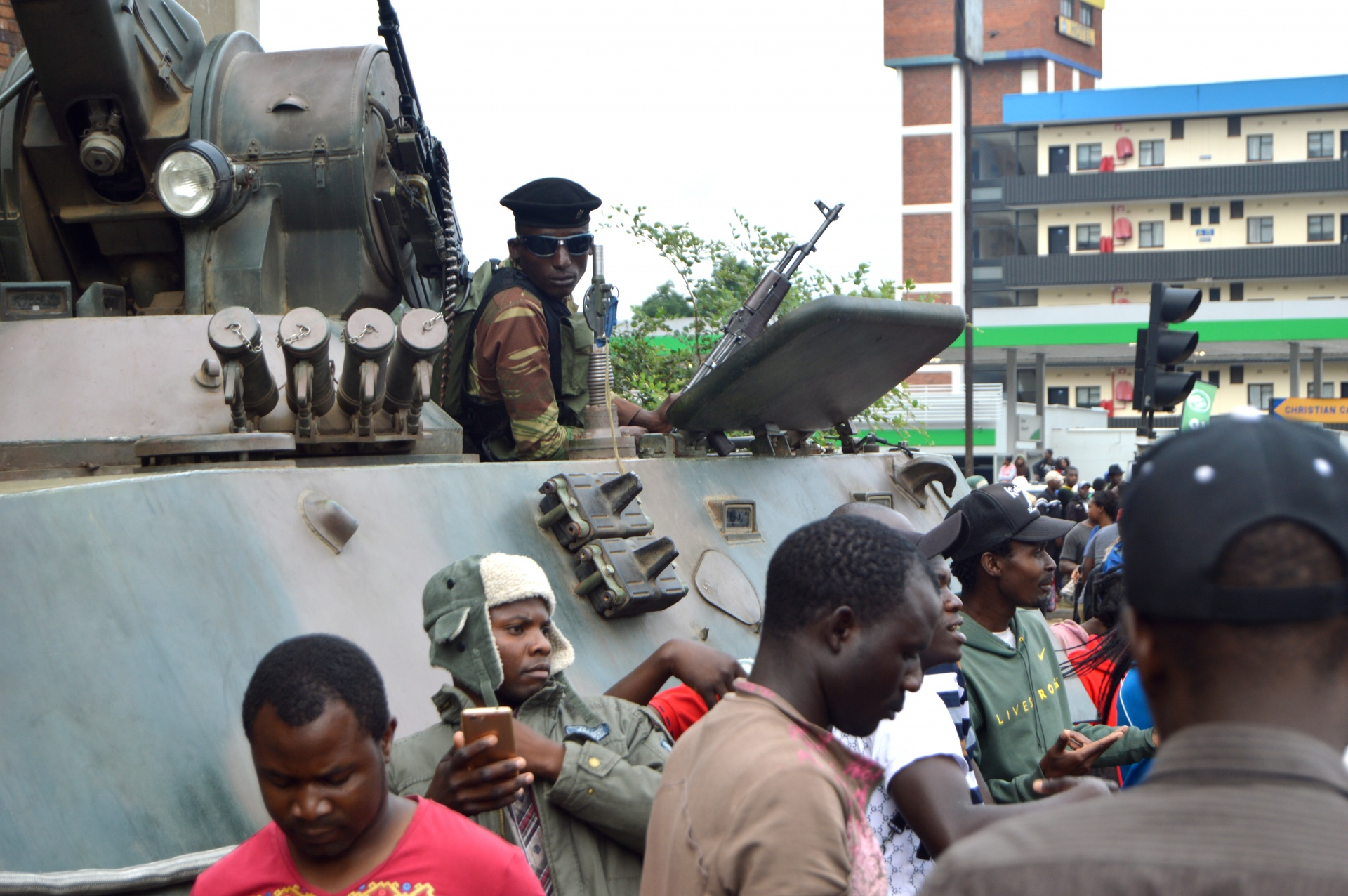
Intervention des militaires dans les rues de Harare fin 2017.

Mais l'armée intervient, s'empare du pouvoir et pousse Robert Mugabe à le quitter. Celui-ci tente de tergiverser. Finalement, le 21 novembre 2017, Robert Mugabe démissionne après être resté 37 ans au pouvoir, devançant une destitution lancée à son encontre.

### Début de la présidence d'Emmerson Mnangagwa
Son ancien vice-président, Emmerson Mnangagwa, rentré au pays le lendemain de la démission de Robert Mugabe, lui succède sous l'impulsion des forces armées. La justice zimbabwéenne déclare constitutionnel le coup d'État et annule rétroactivement le limogeage de Mnangagwa de son poste de premier vice-président. Le 30 novembre 2017, trois jours après avoir dissout le gouvernement de son prédécesseur, il forme un gouvernement composé exclusivement de membres de la ZANU-PF et de deux militaires, dont Sibusiso Moyo, un des participants au coup d'État, nommé ministre aux Affaires étrangères.
Le 30 juillet 2018, il est élu de justesse dès le premier tour de l'élection présidentielle. Sa victoire est contestée par son principal opposant, Nelson Chamisa du Mouvement pour le changement démocratique, et donne lieu à des violences. Mnangagwa condamne les actions des militaires qui ont tenté d'empêcher le déroulement d'une conférence de presse du MDC, ainsi que les violences. Le 10 août, le MDC dépose un recours à la Cour suprême, qui a alors 14 jours pour prendre une décision, tandis que la cérémonie d'investiture de Mnangagwa, prévue pour le 12 août, et pour laquelle la présidence a invité des dirigeants internationaux, est reportée à une date ultérieure. Le 24 août, la Cour constitutionnelle confirme à l'unanimité les résultats annoncés par la commission électorale. Les juges expliquent que le MDC n'a pas fourni de preuves substantielles de fraudes électorales. Le MDC répond qu'il accepte la décision de la Cour. La cérémonie d'investiture se déroule le 26 août. Six manifestants sont par ailleurs tués par l'armée, certains opposants sont arrêtés, d'autres torturés.
Le 7 septembre 2018, Emmerson Mnangagwa forme un nouveau gouvernement.
En avril 2019, Mugabe, très affaibli, se rend à Singapour pour recevoir des soins, aucun hôpital zimbabwéen n’étant en mesure de s'occuper de lui en raison de la dégradation du système de santé du pays. Il meurt le 6 septembre 2019, à 95 ans, dans un établissement singapourien où il était hospitalisé depuis quatre mois. Peu avant sa mort, n’acceptant toujours pas d’avoir dû quitter le pouvoir, il refuse d’être inhumé dans la nécropole nationale de Heroes Acre. Plusieurs jours de deuil national sont décrétés, jusqu'à ses funérailles, et l’ensemble de la classe politique lui rend hommage.
Le 6 septembre 2019, la Zanu-PF accorde le « statut de héros national » à Robert Mugabe.
En mars 2020, le gouvernement du Zimbabwe annonce que les fermiers blancs pourront récupérer leurs terres confisquées lors de la réforme agraire de Robert Mugabe. Ils pourront prétendre à des indemnisations, au droit de louer les terres, mais pas à leur propriété, indique Mnangagwa.
Le 18 avril 2020, le Zimbabwe célèbre son quarantième anniversaire d'indépendance.

### Sur le Zimbabwe en général
- Charles Cadoux, Le Zimbabwe, naissance d'une nation, in Annuaire français de droit international, 1980, p. 9-29
- George Lory, Afrique australe, Autrement no 45, 1990, 265p
- Schoresch Davoodi & Adama Sow: Democracy and Peace in Zimbabwe in: EPU Research Papers: Issue 12/08, Stadtschlaining 2008 (en)
- Farai Maguwu: Land Reform, Famine and Environmental Degradation in Zimbabwe in: EPU Research Papers: Issue 06/07, Stadtschlaining 2007 (en)

### À propos de la Rhodésie
- Georges Fisher, Le Problème rhodésien, in Annuaire français de droit international, 1965, p. 41-70
- Peter Eiseman, Les Sanctions contre la Rhodésie, Pédone, 1972, 122 p.
- Roland Pichon, Le Drame rhodésien, Idoc-France, 1975, 247 p.

#### Chronologie générale
- (en) Histoire du Zimbabwe
- (en) Le Zimbabwe
- (fr) Histoire du Zimbabwe
- (fr) Le Zimbabwe de 1982 à 1997
- (fr) Le Commonwealth sans le Zimbabwe par Charles Zorgbibe, professeur à la Sorbonne et président du Comité éditorial de géopolitique africaine
- (fr) Article de Doris Lessing consacré au Zimbabwe (2003)

##### Documents multimédias
- (en) Documents de la BBC relatifs à la Rhodésie de Ian Smith et au Zimbabwe de Robert Mugabe

#### Les civilisations anciennes
- (en) L'Empire de Monomotapa

#### La Rhodésie
- (en) Article du 1er juin 1979 sur la fondation du Zimbabwe-Rhodésie dans The Guardian
- (en) RHODESIAN.NET, site de l'ambassade de Rhodésie en Islande
- (en) Site d'information sur la Rhodésie